# Кошаркашка репрезентација Србије
Кошаркашка репрезентација Србије представља Србију на међународним кошаркашким такмичењима. Њено административно тело је Кошаркашки савез Србије (КСС) са седиштем у Београду. ФИБА сматра репрезентацију Србије носиоцем континуитета свих југословенских репрезентација, те се и њено учлањење у ФИБА води још од 1936. године, када се у ову организацију учланила Кошаркашка репрезентација Југославије.
Своју прву међународну утакмицу, репрезентација је одиграла на Европском првенству у Чехословачкој, 27. априла 1947. године против селекције Совјетског Савеза.
Србија је, у склопу државних заједница, освојила све три златне медаље са: Светског првенства, Европског шампионата и Олимпијског кошаркашког турнира. Петоструки је освајач Светског првенства и осмоструки шампион Европе у кошарци. Године 1980. освојена је једина златна медаља са Олимпијског кошаркашког турнира. У четвртфиналу Светског првенства у Индијанаполису „Плави” су елиминисали домаћу селекцију Сједињених Америчких Држава резултатом 81 : 78. То је био тек други пораз америчког „Тима снова”, састављеног од НБА играча, у њиховој историји.
Након распада СФР Југославије почетком 1990-их, преостале републике Србија и Црна Гора су приступиле ФИБИ под именом СР Југославија да би Србија након расформирања поменуте заједнице постала директни наследник те репрезентације. У периоду од 1992. па до средине 1995. репрезентација је пропустила три велика такмичења због санкција које је Савет безбедности Уједињених нација увео тадашњој СР Југославији. Први меч после санкција репрезентација је одиграла у квалификацијама за првенство Европе 1995. против Бугарске и славила тек после продужетка 93 : 87.
Као независна земља Србија је дебитовала на Евробаскету 2007. у Шпанији где је у првом мечу групе А поражена од Русије са 73 : 65. Децембра месеца 2023. низом активности по целој земљи прослављено је „100 година кошарке у Србији” у организацији КСС.

## Историја
За кошаркашке почетке у Србији, узима се долазак Вилијама Виланда у Београд, изасланика америчког Црвеног крста, октобра 1923. године. Тада је поред других америчких игара, демонстрирана и кошарка, а полазници курса били су гимназијалци, наставници фискултуре и соколски предњаци. Уз активну логистичку подршку Соколске организације, тада најмасовније спортске институције у земљи, Вајланд је у току двомесечног боравка одржао курсеве и за собом оставио опрему за кошарку, кошеве и лопте. Конструкције из Београда, по завршетку курса гимназијалци су пренели у Другу мушку гимназију.
Захваљујући отварању Соколске организације према екипним спортовима, као и жељи саме државе да се спорт протежира кроз школе, кошарка, почетком тридесетих година прошлог века, добија нови замах. Носилац готово свих кошаркашких активности у овом периоду је СОКО Краљевине Југославије. Нови спорт, до тада називан баскет бал, кошићева или кошикова добија своје домаће име — кошарка.
Круну кошаркашких такмичења до почетка Другог светског рата свакако представља Свесоколски слет у Борову 1940. године на коме је учествовало 170 играча и играчица подељених у четири старосне категорије.

### Период 1945—1959.
Већ 1945. године кошаркаши имају прве међународне наступе. Под именом репрезентација Београда, мушка и женска екипа играју против репрезентације Софије. У Суботици се организује првенство република у кошарци на коме побеђује екипа Југословенске армије.
Већ 1947. године бележимо и прво учешће на Европском првенству у Прагу где је репрезентација на премијери доживела изразит пораз од Совјетског Савеза.
Крајем 1948. године оснива се Кошаркашки савез Југославије, који је првобитно оформљен у Краљевини Југославији 1936. године. Након квалификација у Ници, учествујемо на првом Светском првенству у Буенос Аиресу 1950. године.
Александар Николић замењује Небојшу Поповића на месту селектора репрезентације и почиње да ствара тим за велика дела. Крајем педесетих рађају се будуће звезде светског формата, пре свих Радивој Кораћ, затим Немања Ђурић, Слободан Гордић, Иво Данеу, Јосип Ђерђа. Југославија осваја Медитеранске игре у Бејруту 1959. године, а на Олимпијади у Риму 1960. године заузимамо 6. место. На овом Олимпијском турниру репрезентација је претрпела најубедљивији пораз у својој историји од САД 104 : 42.

### Период 1960—1970.
Шездесете године 20. века, обележене су успесима и медаљама. На европским шампионатима и светским првенствима и Олимпијским играма репрезентација је освојила шест сребрних и једну бронзану медаља.
Првенство Европе у Београду 1961. године, који је окупило рекордан број репрезентација, пред пуним трибинама Београдског сајма означила је нови историјски период у историји кошаркашке репрезентације. Сребрна медаља, је само почетак низа успеха у наредним деценијама. У финалу против тада најуспешније репрезентације Совјетског савеза, репрезентација Југославије се добро бранила а Радивој Кораћ је проглашен за најбољег стрелца шампионата.
Александра Николића, на позицији селектора репрезентације 1967. године заменио је Ранко Жеравица. На Олимпијским играма у Мексику 1968. године, предвођени Кораћем, уз Данеуа, Шермака, Трајка Рајковића и Ражнатовића, поготком Цветковића са линије слободних бацања у полуфиналу против Совјетског савеза, репрезентација се пласирала у прво Олимпијско финале. Југославија је по други пут на турниру поражена од Сједињених Америчких Држава, али је на крају освојила своју прву олимпијску кошаркашку медаљу.
Сребром на Европско првенству 1969. године после новог пораза од Совјетског савеза у финалу, завршена је деценија без титуле првака.

#### Златне 1970-е
Пето Светско првенство, одржано у Љубљани 1970. године јесте највећи успех једне генерације која има велике заслуге за популарност кошарке на овим просторима. На овом првенству Данеу, Ћосић, Трајко Рајковић, Чермак, Плећаш, Симоновић, Капичић и други играчи, истакли су и да играју за Радивоја Кораћа, најбољег стрелца репрезентације, који је годину дана раније настрадао у саобраћајној несрећи.
У завршној утакмици турнира против Сједињених Америчких Држава Никола Плећаш је изводио слободна бацања, а двораном „Тиволи” гледаоци су спонтани узвикивали „Плави, плави” што је касније постао и званични надимак кошаркашке репрезентације. На крају је Југославија остварила прву победу над САД од 70 : 63.

##### Три везане титуле првака Европе
Европско првенство у Барселони 1973. је означило почетак бројних успеха репрезентације. Кићановић, Славнић, Далипагић, Ћосић, Јеловац, Тврдић, Плећаш, Јерков, Шолман, Маровић, Ивковић и Кнежевић освајају прво европско злато остваривши свих седам победа. Домаћин првенства Шпанија побеђена је у финалу резултатом 78 : 67. Овим тријумфом Југославија прекида доминацију Совјетског Савеза који је осам пута узастопно освајао титулу првака Европе. Селектор Мирко Новосел у репрезентацију позива и плејмејкера Црвене звезде Зорана Славнића ког Ранко Жеравица пре тога није видео на позицији организатора игре у репрезентацији.
Европско првенство у Београду 1975. потврдило је доминацију „Плавих”. Београд као домаћин, поново се успешно представљао у Европи. Окосницу тима чинили су играчи Барселоне који су освојили злато појачани Мирзом Делибашићем и Рајком Жижићем, будућим звездама кошарке. Мирко Новосел водио је репрезентацију, као селектор, до другог злата у утакмици против Совјетског савеза у којој је репрезентација остварила победу 90 : 84 златним кошем Драгана Кићановића у завршници меча.
Професор Александар Николић тријумфално се вратио на чело репрезентације 1977. у Лијежу. Освојено је треће злато на европским првенствима у низу. Финални меч је обележила и одбојка коју су у завршници меча на половини терена играли Кићановић и Славнић. То је посебно засметало селектору Николићу јер је овај чин сматрао као омаловажавање противника.
Светско првенство у Манили је била нова потврда доминације Југославије на свим такмичењима. Предвођени Кићановићем и Далипагићем, који је проглашен за најбољег стрелца Светског првенства, након осам година, репрезентација је освојила титулу првака света. У финалу је поново савладана репрезентација Совјетског Савеза резултатом 82 : 81. Остварено је свих десет победа уз просечно постигнутих 103,5 поена постигнутих по мечу.

##### Прва златна олимпијска медаља
Највећи успех целе генерације ове генерације играча дошао је на Олимпијским играма у Москви 1980. На овим олимпијским играма није учествовала репрезентација Сједињених Америчких Држава због Хладног рата, а на селекторску функцију вратио се Ранко Жеравица. Југославија је у групи била боља од Сенегала, Пољске и Шпаније са којом је по први пут у историји одиграла неизвестан меч који је окончан резултатом 95 : 91.
Репрезентација Совјетског Савеза, предвођена Сергејем Беловим, била је поражена од Италије, па се нешто раније састала са „Плавима”. Иако је Југославија у самој завршници изгубила предност коју је имала (промашена слободна бацања) у продужетку је дошла до победе 101 : 91. У финалном сусрету „Плави” су по други пут на турниру савладали Италију са 86 : 77 и тако објединили сва три злата: европско, светско и олимпијско.

### Период 1980—1990.
Након освојеног олимпијског злата у Мексику уследила је смена генерација. На Европском првенству 1961. освојена је сребрна медаља, док су трећа места на Светском првенству 1982. и такође бронза на Олимпијском кошаркашком турниру 1984. у Лос Анђелесу означиле континуитет доношења медаља са свих такмичења.
Нови селектор Крешимир Ћосић и Дражен Далипагић као капитен предводили су „Плаве” на Светском првенству у 1986. у Барселони. Уз Прају и Ратка Радовановића са младим Драженом Петровићем, репрезентација је освојила бронзану медаљу. На овом такмичењу дебитовао је Владе Дивац.
Након седмог места на Европским првенствима 1983. и 1985. године, репрезентација је освојила бронзу и у Атини годину дана касније на Европском првенству. Репрезентацији су се прикључила још три млада играча: Александар Ђорђевић, Тони Кукоч и Дино Рађа, који су 1987. на Светском јуниорском првенству у Бормију освојили златну медаљу за своју репрезентацију.
На Олимпијским играма 1988. у Сеулу изгубљена је прилика да са новим селектором, Душаном Ивковићем, поново освоји олимпијско злато. Петровић, Паспаљ, Дивац, Рађа, Кукоч и Жељко Обрадовић остварили су максималан учинак до финалног сусрета. Иако су у групи победили Совјетски савез у финалу су „Плави” лошије играли и репрезентација је поражена резултатом 76 : 63.
Европско првенство 1989. у Загребу, на коме су репрезентативци све противнике добијали са преко 20 поена разлике, био је почетак је новог низа великих успеха. Први наступ за репрезентацију забележио је и тада деветнаестогодишњи Предраг Даниловић.
На Светском првенству 1990. године у Буенос Ајресу, Југославија је на путу до финала са огромном лакоћом остваривала победе. Сви противницу су побеђивани двоцифреном разликом, укључујући и Совјетски Савез (100 : 77) који се на овом шампионату појавио без литванских играча иако је селектор био Литванац, Владас Гарантас.
У полуфиналу, побеђена је репрезентација САД (99 : 91) која је по последњи пут наступила без НБА играча, али су у овој репрезентацији биле и будуће звезде најјаче кошаркашке лиге — Кени Андерсон и Алонзо Морнинг. Југославија је још једном однела победу против Совјетског Савеза у финалном мечу, 92 : 75, чиме је освојена трећа титула планетарног шампиона.
Одмах по окончању меча догодио се инцидент који је обележио овај сусрет. Један навијач утрчао је у терен са заставом Хрватске. Владе Дивац је од навијача отргао заставу и није желео да му је врати. Овај догађај изазвао је бурне реакције у Хрватској, непосредно пред почетак ратова у Југославији.
Након освојене треће титуле првака света у Аргентини, Југославија је била апсолутни фаворит да одбрани шампионски наслов и на Европском првенству у Риму 1991. Селектор Ивковић из репрезентације изоставио је Дражена Петровића, а уместо њега позвао је Александра Ђорђевића. Након завршене групне фазе и победе над Бугарском 26. јуна репрезентацију напушта Јуре Здовц. Словенија је дан пре прогласила независност од Југославије, па је Влада нове републике наредила Здовцу да напусти турнир и репрезентацију.
До краја првенства репрезентација СФРЈ је у ротацији имала 11 играча и дошла је до пете титуле првака Европе. У полуфиналу је репрезентација победила Француску са резултатом 97 : 76, а у финалу домаћина, Италија са 88 : 73.

#### 1990-е
Убрзо после званичног распада СФР Југославије, створена је заједница између преосталих република, Србије и Црне Горе, названа Савезном Републиком Југославијом, 27. априла 1992. године. СР Југославија била је наследница бивше државе СФР Југославије те се директно, као Европски шампион, квалификовала за Олимпијски кошаркашки турнир 1992. и Евробаскет у Немачкој. Земљи су непосредно затим уведене санкције од стране Уједињених нација које су онемогућиле кошаркашку репрезентацију да учествује на Олимпијском кошаркашком турниру у Барселони 1992. за који се увелико спремала, као и да брани титулу првака Европе на Евробаскету у Немачкој 1993, а домаћинство Светског првенства за 1994. одузето је и дато Канади, иако је у СР Југославији већ тада кренула изградња Београдске арене.

### Период 1995—2002.
Године 1995, СР Југославији је дозвољено да учествује на међународним такмичењима. Међутим, наредни турнир био је Евробаскет у Грчкој планиран да се одржи исте године за који СР Југославија није имала претходно прилику да обезбеди учешће. Свих дванаест учесница турнира било је познато. Ипак, ФИБА проширује број екипа на четрнаест организујући специјални квалификациони турнир у Бугарској почетком јуна 1995. за још две селекције уочи самог првенства, због великог броја новонасталих земаља распадом, пре свих, Совјетског Савеза и СФР Југославије. Многи су оптуживали Борислава Станковића, тада генералног секретара ФИБА, да је измислио ове квалификације како би се на првенству нашли и његови земљаци.
СР Југославија је била у ужем кругу фаворита. На њеном челу је био последњи селектор СФР Југославије, Душан Ивковић. У тим квалификација учествовале су још Турска, Естонија, Босна и Херцеговина и домаћин Бугарска. Против Бугарске, СР Југославија је започела турнир коју је уз доста напора савладала тек након продужетака. Растерећена почетног притиска лако се суочила са наредним ривалима, Естонијом и Турском. Утакмица са Босном и Херцеговином регистрована је службеним резултатом 20 : 0 за СР Југославију услед одбијања противничке репрезентације да одигра меч. Коначно, СР Југославија пласирала се на првенство Европе, након четири године заједно са Турском. Изабрани играчи селектора Ивковића били су: Бодирога, Даниловић, Обрадовић, Сретеновић, Паспаљ, Берић, Ђорђевић, Ребрача, Дивац, Савић, Томашевић и Котуровић. Према неким мишљењима то првенство било је једно од најнеизвеснијих јер су све селекције наступале у најјачим саставима.
Колико је ситуација у Кошаркашком савезу била тешка најбоље сведочи податак који је изнео Душан Ивковић. Репрезентација није имала ниједну мушку гарнитуру дресова, па је требало да играчи наступају у женским гарнитурама. Како је то, за већину играча, било скоро па немогуће, селектор Душан Ивковић финансирао је куповину „Најк” гарнитуре, беле и плаве, на којима није било презимена. Накнадно су доштампани грбови и спонзори.
Прву утакмицу на првенству Југославија је играла са домаћином Грчком пред око петнаест хиљада навијача. У веома напетој и узбудљивој утакмици, сличној оној са Бугарском из квалификација, СР Југославија је победила (84 : 80) што домаћи навијачи нису могли да прихвате те су до краја турнира навијали за све наредне противнике репрезентације СРЈ. Наредна два кола у групи против репрезентације Литваније (70 : 61) и Италије (87 : 74), играчи Душана Ивковића много лакше су дошли до победа. Тиме су обезбедили себи прво место у групи што су потврдили мечевима против Шведске (85 : 58), Израела (72 : 59) и тада актуелног првака Немачке, која није била ни приближно јака као на претходном првенству (92 : 79).
У четвртфиналу СР Југославија је истим темпом наставила победом над Француском (104 : 86). Захваљујући тој победи омогућено је учешће на Олимпијским играма наредне године у Атланти. Оно што је у том тренутку било значајније јесте заказани поновни дуел између СР Југославије и Грчке у полуфиналу. За разлику од премијерног дуела, СР Југославија је водила игру и упркос притисцима на судије, дозволила је противника да убаци само 52 поена (60 : 52). Понашање публике „преузели” су новинари на конференцији после меча вербално нападајући тренера Ивковића оптужбама и непристојним питањима, а његову супругу, која се налазила на трибинама, су и физички напали. У финале су се пласирале СР Југославија и Литванија, која се на међународну кошаркашку сцену, самостално, вратила бронзаном медаљом са Олимпијског кошаркашког турнира 1992.
Историјско финале Евробаскета 1995, обележено је дешавањима како на терену тако и ван њега. Утакмицу су обележиле сукобљавања између играча, ватрено навијање грчких навијача присталица Литваније, четрдесет и један поен Александра Ђорђевића (шут за три поена: 9/12), закуцавање Даниловића преко Арвидаса Сабониса и одбијање литванских играча да се врате у игру. Незадовољни суђењем, репрезентативци Литваније у 38. минуту предвођени Марчуљонисем изашли су са терена не желећи више да играју. Упркос вођству, југословенски играчи су пришли Литванцима и наговарали их да наставе утакмицу. Напослетку, утакмица се привела крају, а СР Југославија је освојила титулу првака Европе резултатом 96 : 90. Печат свим скандалима дали су трећепласирани кошаркаши Хрватске који су отишли са подијума чим су југословенски играчи позвани да приме медаље и одслушају своју химну. По повратку у СР Југославију, кошаркаше је дочекало више од сто хиљада људи како би заједно прославили сјајни повратак на међународну сцену. Дочек испред Народне скупштине спонтано је организован 3. јула и био је први дочек те врсте, а касније је постао традиционални начин прослављања свих значајних спортских успеха у СР Југославији и Србији.
Освајањем Евробаскета из 1995, СР Југославија је аутоматски изборила пласман на Олимпијским играма у Атланти следеће године. Након забране учешћа на Играма у Барселони 1992. и пропале прилике да се састану амерички и комплетни југословенски дрим-тимови, створена је могућност да се тај дерби коначно одигра иако је СР Југославија била ускраћена за играче бивших југословенских република.
Након седам година веома успешног вођења репрезентације Душана Ивковића, на његову позицију дошао је дотадашњи помоћни тренер, Жељко Обрадовић. Са очуваним костуром екипе уз неколико нових играча попут Николе Лончара и Миленка Топића који су одменили Сретеновића и Котуровића, кошаркаши одлазе са осталим спортистима из СР Југославије. Прваци Европе сврстани су у другу групу заједно са Аустралијом, Грчком, Бразилом, Порториком и Јужном Корејом. Грци, сада већ редовне муштерије СРЈ играча, изгубили су у првом колу (63 : 71). Два дана касније, играчи Југославије су савладали Аустралију (91 : 68) а затим Јужну Кореју (118 : 65) и Бразил (101 : 82). Уочи елиминационе фазе, савладали су и Порторико који је пружио солидан отпор (97 : 86).
Елиминациони костур је испао такав да СР Југославија и САД могу да играју искључиво у финалу. Обе екипе су лако дошле до завршнице турнира. У четвртфиналу побеђена је репрезентације Кине са 128 поена у њеном кошу (128 : 61). У полуфиналу су се нашли прошлогодишњи финалисти Евробаскета: Југославија и Литванија. Литванци су били решени да се реванширају за пораз у финалу, међутим у неизвесној завршници, серијом изузетно успешно изведених слободних бацања Предрага Даниловића одвела је Југославију у финале (66 : 58). Ово је било пето финале Олимпијског кошаркашког турнира између Југославије и САД, с тим што се, пре овог финала, југословенски кошаркаши никада нису сусретали на терену са НБА играчима. Са једне стране Дивац, Паспаљ, Даниловић, Бодирога и Ђорђевић, чинили су петорку Југославије, а са друге стране Шакил О’Нил, Карл Мелоун, Чарлс Баркли, Скоти Пипен и Џон Стоктон у „Тиму снова”. Овај меч је био дуго очекиван у јавности. Југославија је одлично почела меч. Џон Стоктон није могао да заустави Сашу Ђорђевића, а под кошевима Владе Дивац водио је велику борбу са, већ тада, НБА колегама Робинсоном и младим О’Нилом. Ово је била и животна партија Жарка Паспаља који је у првом полувремену правио велике проблеме америчкој репрезентацији. Неизвесност је трајала до средине другог полувремена кад Американци, потпомогнути контроверзним судијским одлукама (Владе Дивац зарадио пети фаул) одлепљују се од СРЈ играча, подижу разлику и решавају утакмицу у своју корист (69 : 95). Југославија је освојила сребрну медаљу. Од репрезентације се опростио Жарко Паспаљ, а за новог капитена репрезентације изабран је Александар Ђорђевић.

#### Европско првенство 1997. и седма титула првака
Године 1997, актуелни европски шампиони смештени су у групу Ц уз домаћина Италију, Пољску и Летонију. Иако без Дивца у саставу, репрезентација је и даље важила за првог фаворита. Поред победа против Пољске (104 : 76) и Летоније (108 : 89) репрезентација је забележила пораз од Италије предвођене Грегором Фућком (74 : 69). Ово је био први пораз репрезентације на Европским првенствима још од полуфинала Европског првенства 1987. када је Грчка славила са 81 : 77. С обзиром да је измењен систем такмичења, прве три екипе из ове групе оформиле су заједничку нову групу са екипама из групе Д: Шпанијом, Хрватском и Немачком.
Након победе над Немачком (88 : 73) уследио је меч са сада бившим сународницима, репрезентацијом Хрватске, први након распада земље. Утакмицу су обележили нервозна игра репрезентације СР Југославије и вођство хрватске селекције до пред сам крај меча од једног поена разлике (61 : 62). До краја су остале још три секунде. У том тренутку лопту је примио Александар Ђорђевић на почетку терена; трчао је према противничком кошу и уз скок-шут, постигао је тројку која је однела победу над Хрватима 64 : 62. На скоро исти начин је то учинио као 1992. године у Истанбулу када је донео титулу првака Европе Партизану против Хувентуда. После тог меча, савладана је Шпанија са девет поена разлике (79 : 70). У елиминационој фази Југославија се, поново, трећу годину узастопно, сусреће са Литванијом. На ово првенство Литванија је дошла у подмлађеном саставу, па је и изостала неизвесност за разлику од претходна два сусрета (75 : 60).
У полуфиналу је Грчка пружила солидан отпор али су поново поражени резултатом 88 : 80. У финалу је Југославија играла против Италије, тим који је указао на своју добру игру већ на почетку турнира. Италија је сведена на само 49 поена, а да притом, ниједном није била у вођству. Од репрезентације се, после првенства, опростио дугогодишњи центар Зоран Савић, који је посебно у финалу дао велики допринос репрезентацији.

#### Светско првенство 1998. и четврта титула првака
Пред почетак Мундобаскета у Атини 1998. године, селектор Обрадовић сусрео се са доста отказа. Због, већ најављеног, локаута у НБА лиги Владе Дивац је одлучио да прескочи првенство, а са повредом је кубурио и Предраг Даниловић, па се ни он није одазвао позиву. Уиграном тиму сачињеном од кошаркаша из домаће лиге придодат је двојац Будућности из Подгорице, Владо Шћепановић и центар Никола Булатовић те и дебитанти из Партизана, Предраг Дробњак и Драган Луковски. До самога краја је био неизвестан наступ капитена, Саше Ђорђевића, али се он упркос повреди појавио у саставу репрезентације, али без могућности да помогне тиму све до четвртфинала. У многим медијима је оцењено да је Југославија са другим тимом отишла на Мундобаскет.
Међутим, чак и у слабијем саставу, Југославија се пласирала у наредну фазу. У премијерном колу савладан је Порторико (80 : 66). Дан касније уз доста неизвесности тек након продужетка поражена је и Русија (74 : 82). Пред пресељење у нову групну фазу, демолирана је репрезентација Јапана (99 : 54).
Како је завршила прву фазу, СР Југославија је тако наставила другу против Канаде (95 : 55). У наредном мечу репрезентација Италије је однела победу. Пред четвртфинале, Грчкој је нанесен још један пораз пред њеним навијачима (70 : 56).
У четвртфиналу је чекала репрезентација Аргентине која је тих година била у успону са генерацијом младих и талентованих играча. У мечу пуном преокрета главни играч по свом уласку на терен био је тек опорављени Александар Ђорђевић, који је серијом кошева обезбедио пласман у полуфинале опет против Грчке. Грци решени да узврате за силне поразе пред својом публиком од стране Југославије, успели су да парирају противнику, изборе продужетке и чак буду у позицији да победе. Међутим, ни овог пута се то није десило (78 : 73), СР Југославија одлази у финале, највише захваљујући Дејану Бодироги и центру који је бележио више од две блокаде по мечу, Жељку Ребрачи.
У финалу је чекала селекција Русије, која је у полуфиналу успела да порази национални тим Сједињених Америчких Држава који на овом првенству нису имали „Тим снова”. Непосредно по окончању сезоне 1997/98. у којој су Чикаго Булси дошли до још једне титуле првака, уследио је „локаут” тј. штрајк играча у НБА лиги који су тражили веће уговоре, односно, да лига обезбеди већи простор у селери кепу клубови. Због тога, ниједан од кошаркаша из НБА лиге није желео да учествује на Светском првенству, па су селекцију чинили играчи са других континената, највише из Европе.
У тесном финалу са мало постигнутих поена, кључни играч био је Жељко Ребрача. Он је у најважнијим тренуцима меча постигао поене који су се касније испоставили као победоносни, а затим је успео да блокира играча Русије Виталија Носова у зицер позицији. Русија је водила на полувремену. Преокрет је уследио у самом финишу меча, а при резултату 62 : 60, Жељко Ребрача је имао два слободна бацања. Иако је био центар, имао је сасвим солидан просек слободних бацања и оба је искористио. До краја је остало још само 12 секунди. Играчи Југославије нису ни играли одбрану, па су Руси, полагањем, са звуком сирене, поставили коначних 64 : 62. Тако су, актуелни прваци Европе и олимпијски вицешампиони, постали светски прваци са скором 8 : 1. Играчем првенства проглашен је Дејан Бодирога који се са Ребрачом нашао у идеалној петорци првенства. Ово првенство, иако непланирано, било је опроштајно за Александра Ђорђевића у националном дресу због хроничних проблема са коленом.

#### Европско првенство 1999. и прекид златног низа
Крајем 1998. године поново су уведене санкције СР Југославији, овога пута од стране ЕУ и САД, због оптужби за перципирани прогон Албанаца са Косова и Метохије, као и наводну прекомерну употребу силе током рата на Косову 
и Метохији. Ипак, ове санкције нису значиле тоталну изолацију те је спортистима било дозвољено да се такмиче. Године 1999, непосредно после бомбардовања СР Југославије, наступ њене кошаркашке репрезентације био је под знаком питања, али репрезентација је ипак учествовала на Евробаскету у Француској. Да би помогли, релативно, новој селекцији, у екипу су се вратили Даниловић и Дивац, а њима су се придружили дебитанти са грчким пасошима Милан Гуровић и Предраг Стојаковић. У најлакшој групи на првенству, са резултатом од 3 : 0, отишло се у наредну фазу. Редом су побеђене Израел (81 : 61), Македонија (83:68) и домаћин Француска (63 : 52).
У другој фази се наставило истим темпом против Словеније (71 : 66) и Шпаније (77 : 63) све до неочекивано лаког пораза од Русије (76 : 68). Упркос том поразу, у четвртфинале се отишло са првог места. У четвртфиналу, без проблема, савладана је Немачка (78 : 68). На походу ка трећем узастопном злату СР Југославију је зауставила Италија која је узвратила за пораз из 1997. године и резултатом 71 : 62 прошла у финале. У овом полуфиналу селекција СР Југославије није ниједног тренутка била близу преокрета, а на полувремену је губила и са 14 поена разлике, На крају, „Плави” су морали да се задовоље бронзом пошто су савладали домаћина, Француску (74 : 62) и тако су наставили низ медаља.

#### Олимпијске игре 2000.
Репрезентација СР Југославије пласирала се на Олимпијске игре у Сиднеју. Поново су играли без Дивца, којег је заменио Драган Тарлаћ, а због повреде у репрезентацији није био ни Миленко Топић. Њега је у последњем тренутку заменио млади Никола Јестратијевић. У доста јакој групи, надиграна је Русија (66 : 60), а потом и домаћин Аустралија предвођена НБА центром Луком Лонглијем (80 : 66), затим Ангола (73 : 64) и Шпанија (65 : 78).
Одлучујући меч за прво место у групи донео је пораз од селекције Канаде. Канада је на овом турниру имала на располагању своју надолазећу кошаркашку звезду Стива Неша, тада играча Даласа који је и одвео своју репрезентацију до победе од 83 : 75 и првог места у групи А.
У четвртфиналу предстојао је меч против Литваније. Југословенски играчи су у четвртфиналу веома лако савладани (76 : 63) иако су на 7 минута до краја пришли на пола коша разлике (61 : 60). Првенство су завршили на шестом месту после пораза и од Италије (69 : 59). Све ово је послужило као повод селектору Обрадовићу за оставку, затим и неким играчима да се опросте од репрезентације, међу којима и Даниловићу. На чело тима дошао је Светислав Пешић са циљем да реновира састав и врати СР Југославију међу освајаче медаља.

#### Долазак Светислава Пешића
Иако две године без златне медаље СР Југославија, на челу са Пешићем који је дао значајну улогу играчима као што су Стојаковић, Гуровић и Јарић, важила је за једног од фаворита на Европском првенству 2001. Капитен екипе је остао Дејан Бодирога, а позвани су и играчи из домаће лиге попут Веселина Петровића и Дејана Милојевића уз Игора Ракочевића који је од раније био репрезентативац.
Групну фазу СР Југославија је завршила на првом месту. Прво је побеђена Хрватска (66 : 80), која је направила смену генерација, а затим Естонија (113 : 58) и Немачка (86 : 73) за коју је по први пут наступан НБА ас, а касније и најбољи стрелац Европског првенства у Турској, Дирк Новицки. У четвртфиналу је савладана Летонија (114 : 78), а први прави тест је требало да буде меч са Шпанијом у полуфиналу. Међутим, распуцани Стојаковић и одлични Предраг Дробњак у трећој четвртини, није дозволио Шпанцима да приђу те су Гасол и његови саиграчи заустављени (78 : 65). У финалу, СР Југославија је играла са домаћом Турском коју је пратила огромна подршка са трибина. Како год, Турцима то није помогло, а СР Југославија је постала првак Европе трећи пут у четири, задња, учешћа (78 : 69).
Према мишљењима многих кошаркашких критичара, ова репрезентација СР Југославије била је једна од најдоминантнијих на неком првенству. Стојаковић је проглашен за најкориснијег играча првенства.

#### Светско првенство 2002. и прва победа над „Тимом снова”
Наредне године организовано је Светско првенство у Индијанаполису. СР Југославија додатно је појачала свој састав јер се, пре свих, у репрезентацију вратио, после три године паузе Владе Дивац. Како је сам више пута изјавио није могао да одбије позив Светислава Пешића, па је Југославија имала уиграни тандем из Сакраменто Кингса, Дивац—Стојаковић. Одбрану трона највише је угрожавала, домаћа, селекција Сједињених Америчких Држава, коју су на овом шампионату предводили: Пол Пирс, Реџи Милер, Бен Валас, Мајкл Финли, Андре Милер и остали. После седам година екипи се придружио Дејан Котуровић, а први пут дрес СР Југославије облаче Жарко Чабаркапа, Милош Вујанић и млада звезда Владимир Радмановић који је годину пре тога провео у екипи Сијетл Суперсоникса са завидном минутажом за почетника.
После почетне врло лаке победе над Анголом (113 : 63) уследио је неочекивани пораз од Шпаније који је у том тренутку помрсио рачуне „Плавима” (71 : 69). У дуелу са Канадом, која је наступала без своје највеће звезде Стива Неша, Југославија је тражила победу за пролаз даље што је на крају успела, поприлично лагано (87 : 71). У другој групној фази на самом старту Пешићеви изабраници су тесно изгубили од Порторика (83 : 85) и још једном довели у питање свој опстанак. Наредна два дана успели су да анулирају пораз после победа над Бразилом (90 : 69) и Турском (110 : 78), али су се пласирали у четвртфинале као други и тако заказали дуел са домаћином САД.
Након шест година и финала у Атланти на Олимпијским играма, поново су играли амерички и европски дрим-тим. Растерећена притиска, селекција Југославије вођена најискуснијим Дивцем одлично је парирала противнику до полувремена после ког је водила 40 : 36. У трећој четвртини предност се истопила, а Американци, као по навици, највише поена убацују у том периоду. У последњој деоници у једном тренутку воде 69 : 59 и практично приводе утакмицу крају. Међутим, играч из сенке, Милан Гуровић, серијом тројки најављује сензацију. Резултат је изједначен, а тимови наизменично погађају. Касније, серијом слободних бацања Марко Јарић чува вођство. У последњем нападу за продужетке, Андре Милер не успева да погоди тројку за изједначење, па Југославија одлази у полуфинале са Новим Зеландом и остварује прву победу над селекцијом САД сачињеном од играча из НБА лиге.
Након историјске победе у полуфиналу је остварена тесна победа над Новим Зеландом. По мало неочекивано, партију каријере пружио је Дејан Котуровић и помогао саиграчима на путу до финала, коначним резултатом 89 : 78. Огромна количина нервозе у полуфиналу резултирала је и једним инцидентом. Наиме, у току једног тајм-аута, који је позвао Светислав Пешић, док су сви играчи слушали шта селектор говори, Владимир Радмановић је узео банану и потпуно незаинтересовано „одрадио” минут одмора. Побеснели Пешић на полувремену оставља Радмановића у свлачионици и за финале пријављује Александра Смиљанића, тада кошаркаша Будућности, који је са репрезентацијом одрадио већи део припрема.
У финалу следио је дуел са репрезентацијом Аргентине, која је још на Светском првенству 1998. године показала да има генерацију младих и изузетно талентованих играча. Штавише, Аргентина је и пре финала исписала историју, с обзиром да је постала прва селекција која је победила САД. Већина играча стасавала је тада у шпанској кошаркашкој лиги, а смешила им се и НБА каријера, почевши од Мануа Ђинобилија, преко Луиса Сколе, Фабриција Оберта, Карлоса Делфина и осталих.
Након прве четвртине, све је деловало да ће Југославија лако доћи то пете титуле светског првака, али концентрација у одбрани је попустила до краја трећег периода, па су захваљујући сијасету отворених шутева „Гаучоси” дошли крајем треће деонице у вођство 57 : 52. У последњој четвртини, СР Југославија је губила осам поена разлике, али је онда ствар у своје руке, из очаја, узео капитен Дејан Бодирога. Иако бек/крило, Бодирога је био играч који узимао јако мало шутева за три поена, скоро никада више од три. Међутим, на овом сусрету, Бодирога је пет пута шутирао ван линије 6,25, од чега су две тројке постигнуте у кључним моментима сусрета за повратак у резултатски егал. На самом крају меча, Владе Дивац је имао два слободна бацања за вођство. Оба је промашио, али на срећу по југословенску селекцију и Фабрицио Оберто није поентирао са звуком сирене. Продужетак, тројком, отвара Предраг Стојаковић, након тога разиграо се и Марко Јарић, те нови трилер није дозвољен. Коначним резултатом 84 : 77 , Југославија успева да одбрани титулу првака Света у кошарци. Стојаковић је уврштен у идеалну петорку, а титулу најкориснијег играча добио је Дирк Новицки из Немачке.
Југославија је тако постала прва репрезентација са пет титула првака света и у генералном поретку иза себе оставила Русију и САД са по три титуле шампиона.

### Период слабих резултата 2003—2008.
После обједињених титула првака Европе и cвета, дошло је време за промене, како у играчком, тако и у селекторском погледу. Светислава Пешића на место селектора заменио је тадашњи стратег Партизана Душко Вујошевић, од репрезентације се опростио Владе Дивац, док је Дејан Бодирога после седам везаних година боравка у репрезентацији, те врло исцрпљујуће сезоне у Евролиги, затражио годину паузе од националног дреса. Вујошевић се ослањао на углавном играче из домаћег шампионата. У састав је уврстио младог Косту Перовића, дугогодишњег главног играча ФМП Железника, Огњена Ашкрабића и мање више анонимног Душана Вукчевића тада кошаркаша Монтепаскија. Изненађујуће из састава је изостављен један од најбољих плејмејкера Европе, Игор Ракочевић.
С обзиром на то да је освајањем титуле Светског првака обезбеђено било учешће на Олимпијском кошаркашком турниру 2004. ово првенство послужило је као прилика да се пружи шанса неким другим играчима и да се, евентуално, настави низ освајања медаља који је трајао од Евробаскета 1995. Под новим именом, Србија и Црна Гора, дебитовала је против Русије поразом (80 : 95). Уследила је победа против домаћина (78 : 68). Последњи меч у групи против Шпаније потврдио је да ствари не иду како треба. У мечу препуном нервозе, „Плавима” није помогла ни сјајна партија прве звезде Пеђе Стојаковића који је убацио 25 поена, па је Шпанија успела да се реваншира за пораз из полуфинала прошлог првенства, резултатом 75 : 67.
Као трећепласирана у групи Србија и Црна Гора прошла је у осмину финала, а тамо се сусрела са вицешампионима са прошлог Евробаскета, селекцијом Турске. У трилер завршници, захваљујући одличном Предрагу Дробњаку остварена је победа 80 : 76. Већ у четвртфиналу претрпљен је тежак пораз од Литванаца коју су до другог тријумфа у историји над селекцијом Србије/Југославије предводили Рамунас Шишкаускас са 27 поена и један од најбољих плејмејкера у историји ове земље Шарунас Јасикевичијус са 11 асистенција до коначног резултата 98 : 82. У разигравању од пете до осме позиције прво је побеђена Русија са 86 : 77, а затим је уследио и пораз од Грчке 72 : 64, па је заузето доста разочаравајуће шесто место.
И на овом шампионату наставило се са испадима на релацији играч—селектор. Нови „Случај банана”, овога пута, догодио се одмах по завршетку првенства, када је Дејан Котуровић назвао селектора Вујошевића „гробаром српске кошарке”. Котуровић је изнео и податак да, скоро, ниједан кошаркаш није био задовољан избором селектора, те на какав се начин исти бирао.

#### Олимпијске игре 2004. и повратак Жељка Обрадовића
Домаћинство Евробаскета 2005. се ближило, па је селекцију поново преузео најтрофејнији српски и европски тренер Жељко Обрадовић који за Грчку води играче различитих профила од оних најискуснијих до играча који тек дебитују. На самом окупљању није нађен начин да се у Атини нађе Пеђа Стојаковић. Предраг Стојаковић није могао да се прикључи репрезентацији у термину за када је било заказано окупљање, већ је затражио да са, поприличним, закашњењем, августа месеца се придружи тиму, што је Обрадовић, аутоматски, одбио. Ипак ту су били, поново, Дејан Бодирога и Дејан Томашевић, затим НБА играчи Владимир Радмановић, Предраг Дробњак, дебитанти из најјаче кошаркашке лиге света Ненад Крстић и Александар Павловић, као и проверени играчи из домаће лиге: Игор Ракочевић, Вуле Авдаловић, Ђуро Остојић. Са списка је изостао Марко Јарић, тада кошаркаш Л. А. Клиперса, а као други плејмејкер у тиму је био Милош Вујанић. Селектор Обрадовић није могао да рачуна на НБА центра Детроита младог Дарка Миличића који је доживео повреду шаке у плеј офу НБА лиге, па је у тим уврстио центра Петра Поповића из Хемофарма.
Спој младости и искуства стартовао је поразом у првом колу од Аргентине (82 : 83) пошто је Емануел Ђинобили погодио двојку у задњој секунди меча преко Ракочевића од табле. Пољуљаног самопоуздања до краја турнира репрезентација је сваки меч играла на једну лопту и остаће упамћено да ниједан пораз није био забележен двоцифреном разликом. Од Новог Зеланда (87 : 90), затим још један пораз и од Шпаније (68 : 76), а као задња нада дошла је тесна победа над Италијом (74 : 72). У последњем мечу у групи о пролазу даље одлучивало се против Кине коју је предводио НБА див, Јао Минг. Изабраници селектора Обрадовића нису имали решење за 2,29  високог центра Хјустона који је меч завршио са 27 поена и 13 скокова, иако је био, редовно, удвајан. На крају, Кина је славила резултатом 67 : 66 и изборила историјски наступ у четвртфиналу Олимпијског кошаркашког турнира.
Најгори пласман на Олимпијским играма кошаркашке репрезентације Србије / Југославије, једанаесто место, укњижен је победом над Анголом 85 : 62.

#### Европско првенство 2005. и потпуни крах пред домаћом публиком
Следеће године Београд је по трећи пут домаћин Евробаскета. Рачунајући на предност домаћег терена и одзив свих играча селектору Жељку Обрадовићу, циљ је био златна медаља. На самом старту Шпанија је лако савладала Србију и Црну Гору (70 : 89) и то без прве звезде Пауа Гасола који је мечеве своје репрезентације посматрао са трибина. Ово је, уједно, била четврта узастопна победа Шпаније над „Плавима”. До краја групне фазе, очекивано су остварене победе против Израела (93 : 77) и Летоније (82 : 67). У осмини финала наишао је пораз од Француске (71 : 74) у сусрету где су кошаркаши Србије и Црне Горе водили и са 10 поена разлике. После овог пораза и елиминације Жељко Обрадовић је дао оставку, а на прес конференцији, као главне разлоге ране елиминације са првенства, навео је лошу атмосферу у самом тиму, као и чињеницу да неколицина играча, још од Олимпијских игара 2004. године, није причала између себе. После овог Евробаскета од репрезентације су се опростили: Дејан Бодирога, Дејан Томашевић, Владо Шћепановић и Жељко Ребрача који због срчаних проблема брзо завршава и играчку каријеру. 
На овом Европском првенству ФИБА је први пут употребила нову кошаркашку лопту компаније Молтен - ГГ7, која се, уз одређене модификације, користи и данас.
Захваљујући специјалној позивници за учешће, Србија и Црна Гора, земља која више није постојала на папиру (Црна Гора је након референдума 21. маја исте године прогласила независност) нашла се на Светском првенству 2006. као бранилац титуле. Последњи тренер био је Драган Шакота који није успео да поправи ствари у тиму. Шакота није могао да рачуна на велики број пензионисаних играча, док су Шћепановић и Дробњак одлучили да наступају за репрезентацију Црне Горе. Окосницу тиму требало је да чине млади асови из НБА лиге: Дарко Миличић и Александар Павловић који је, иако рођен у Бару, прихватио да игра за Србију, али никада, после Олимпијских игара 2004. године, није обукао, поново, репрезентативни дрес.
Репрезентација је упркос још једном поразу (Нигерија) успела да прође у осмину финала, али је тамо убедљиво поражена од Шпаније, која је касније освојила своју прву титулу светског првака.

#### Европско првенство 2007. Први наступ под именом Србија
Године 2007, Србија први пут наступа под тим именом на Евробаскету 2007. у Шпанији пошто се као Србија и Црна Гора квалификовала преко Мундобаскета 2006. Први тренер самосталне Србије био је Зоран Славнић, уједно и једини озбиљан кандидат за селекторску клупу. Мока се одлучио на, очекивану, смену генерација, па је у тим уврстио и двадесетогодишњаке који су освојили титулу првака Европе за играче до 20 година, неколико месеци пре самог, сениорског, Евробаскета. У тиму је било чак шест двадесетогодишњака, а то су: Милош Теодосић, Стефан Марковић, Новица Величковић, Немања Александров, Драган Лабовић и Миленко Тепић. За капитена је изабран једини играч са 30 година и најискуснији у тиму по броју мечева Милан Гуровић. Поред њега једини играч који је још освајао титуле са почетка двадесет првог века био је Марко Јарић. Прва звезда тима био је Дарко Миличић једини играч у овом саставу из НБА-а. Са просеком година 22,3 Србија је била убедљиво најмлађа селекција на турниру, а не само то, већ је ово и најмлађа селекција са највећим бројем дебитаната у историји Европских кошаркашких првенстава.
Зоран Славнић је полагао велику наду у свој млади тим, па је доделио репрезентацији и надимак „Москитоси”. Као примарни циљ, постављено је заузимање једне од првих шест позиција како би се изборио наступ на Олимпијском кошаркашком турниру 2008. Међутим, „Москитоси” су били исувише неискусни да се носе са репрезентацијама Русије и Грчке. У првом мечу Групе А, против Русије, на крају је избегнута катастрофа пошто су Руси, предвођени незаустављивим Андрејем Кириленком (24 поена и 12 скокова) нанели пораз од осам поена разлике 73 : 65. Уследио је изузетно тежак меч са актуелним првацима Европе — Грцима. Плејмејкери су преузели кошгетерску одговорност (Марко Јарић и Милош Теодосић меч су завршили са по 18 поена), а колико је меч био „тврд” говори податак да је трећу четвртину Грчка решила у своју корист резултатом 9 : 7. Да се та већ виђена победа Грчке, још мало, пролонгира, потрудио се капитен Милан Гуровић који при резултату 56 : 53 за Грчку погађа тројку са десетак метара, од табле, за продужетак.
У продужетку судијски критеријум је био још строжи, па је Србија доживела и други пораз на шампионату, минималним резултатом 68 : 67. Низ контроверзних судијских одлука изазвао је велику количину беса и незадовољства код младих кошаркаша, а предњачио је Дарко Миличић који је у интервјуу одмах по завршетку меча, отворено вређао судијску тројку, због чега је, касније, новчано био кажњен. За пролаз даље била је потребна победа против Израела, али до ње није дошло, упркос вођству од 10 поена разлике. Ова најмлађа репрезентација у историји Европских кошаркашких првенстава је ипак исписала историју, али ону неславну страницу. Наиме, коначно 14. место је најгоре у историји репрезентације Србије. Пре овог Евробаскета најгори пласман била је 13. позиција на Европском првенству 1947. када је у мечу за ово, тада, претпоследње место савладана Албанија са 90 : 13. Од националног дреса се, одмах по завршетку првенства, опростио Милан Гуровић, а убрзо након њега и Марко Јарић. Оставка је, од стране Кошаркашког Савеза Србије, уручена и Зорану Славнићу.

### Повратак Душана Дуде Ивковића
После низа неуспешних наступа, репрезентација Србије је први пут још од 1995. године морала у квалификације за Евробаскет чији је домаћин била Пољска. За селектора је изабран, најискуснији, Душан Ивковић који се одлучио за рад на дуге стазе подмладивши екипу. Репрезентација Србије је дошла на Првенство са скором 7-1 у квалификацијама. У квалификацијама је од искуснијих играча наступао само Милош Вујанић, који због повреде није играо на првенству у Пољској, па га је заменио Бојан Поповић. За капитена је именован Ненад Крстић једини играч у том тренутку из НБА лиге, а селектор Ивковић се ослањао на младе играче чији је просек био 22 године, па су позвани: Милош Теодосић, Миленко Тепић, Иван Паунић, Немања Бјелица, Стефан Марковић, Урош Трипковић, Мирослав Радуљица, Коста Перовић, Новица Величковић и најмлађи, 19. годишњи Милан Мачван који је у сениорски тим дошао као МВП Европског првенства за играче до 20 година.
На почетку првенства, потпуно неочекивано, побеђена је, фаворизована, Шпанија (66:57), у другом колу еуфорија је спласнула пошто је Словенија била боља са (80:69), а затим је побеђена Велика Британија (77:59). У другој групној фази побеђени су домаћин Пољска (77:72) и Литванија (89:79), а претрпљен је и други пораз на првенству од Турске (64:69). У четвртфиналу је поражена Русија са (79:68) па се тако Србија пласирала у полуфинале европског првенства први пут након осам година.
У полуфиналу, Србију је чекала, поново, Словенија. У мечу са Словенијом истакао се Милош Теодосић који је постигао 32 поена, а серијом тројки (укупно шест на мечу) пред крај сусрета обезбедио Србији продужетак и победу (96:92). У финалу је фаворизована Шпанија од првог подбацивања држала велику разлику која је често прелазила и 30 поена, да би, на крају, "Фурија" победила са (63:85), реванширајући се репрезентацији Србије за пораз на старту првенства. Тако су играчи Душана Ивковића освојили прву кошаркашку медаљу за самосталну Србију. Била је то прва титула првака Европе за репрезентацију Шпаније, која је пре овог првенства шест пута губила у финалима. Такође, Душан Ивковић је први пут водио репрезентацију на Европском првенству, а да, притом, није освојио златну медаљу.

#### Светско првенство 2010. и прво четврто место
Репрезентација Србије, као вицешампион Европе, изборила је учешће и на Светском првенству у Турској 2010. године. У првом мечу на турниру убедљиво је са 94:44 савладана селекција Анголе, да би у другом, после два продужетка уследио пораз од Немачке 82:81. После истека суспензије од два меча, због физичког обрачуна на Акрополис купу, у тим се враћају Милош Теодосић и капитен Ненад Крстић. Уследила је још једна рутинска победа над Јорданом 112:69, те тријумфи над Аустралијом 94:79 и главним фаворитом у групи А, Аргентином са 84:82.
Као првопласирана у групи А, са скором четири победе и једним поразом, Србију је у осмини финала чекала четвртопласирана из групе Б, Хрватска. Неизвесна завршница и резултатска клацкалица потрајала је до самог краја, када је на једну секунду до краја меча, Александар Рашић изнудио два слободна бацања. Прво је погодио, друго, намерно, промашио за коначних 73:72.
У четвртфиналу Србију је чекао други фаворит турнира и Европски првак Шпанија. Жељни реванша, "Орлови" су одиграли најбољи меч на турниру, а херој победе постао је Милош Теодосић који је тројком са девет метара, три секунде пре краја, преко Гарбахосе поставио коначан резултат 92:89.
Међутим, финале је изостало пошто је у полуфиналу, након судијске грешке, Србија изгубила од Турске. Индиспонирани након судијских грешака у полуфиналу, "Орлови" нису били достојан ривал Литванији која је, већ у првом полувремену, убацила девет тројки. Ово је, иначе, први пут да је репрезентација Србије/Југославије, поражена у борби за бронзану медаљу на Светском првенству.
Европско првенство у Литванији у задњем тренутку је проширено са 16 на 24 селекције, што је значило још већи број утакмица. Суочен са отказима на позицији центра (Раковић, Радуљица) селектор Ивковић позива, по први пут, Бобана Марјановића. Српски кошаркаши су у прва четири меча остварили исто толико победа, али након пораза од Француске, у мечу где су имали шут за победу и прво место у групи, уследили су и порази у другој групној фази (Шпанија, Литванија) па је Србија завршила ван шесте позиције и без могућности да се бори за Олимпијске игре 2012. године. То је значило нове квалификације за Евробаскет 2013. године.
После успешних квалификација Србија је на Европском првенству у Словенији успела да након друге групне фазе буде првопласирана, али је то доносило дуел са четвртопласираном селекцијом из друге групе, а то је била, Шпанија. Далеко искуснија „Црвена фурија” нанела је један од најтежих пораза Србији у историји Европских првенстава, 90:60. Међутим, „Орловима” је и даље била потребна једна победа када би осигурали седмо место и пласман на Светско првенство наредне године. Та победа је остварена против Италије 76:64, па се Србија квалификовала за Мундобаскет 2014. године.
Након овог првенства селекторску функцију напустио је Душан Ивковић уз образложење да исту мора да преузме неко млађи. Недуго након тога за новог селектора изабран је Александар Ђорђевић.

### Сребрна генерација. Период 2014—2021.
Након доласка Саше Ђорђевића на место селектора, за свога помоћника је именовао Мирослава Муту Николића. Са ширег списка објављеног пре припрема за Светско првенство у Шпанији, одређен број играча је отказао позив у репрезентацију, што због повреда или личних разлога. Ипак костур тима је остао непромењен.
Иако је у групи репрезентација доживела три пораза од екипа Француске, Бразила и Шпаније, успела је да се домогне осмине финала. На првој елиминационој утакмици против Грчке, остварена је победа српске репрезентације. Грчка и Бразил су савладани доста убедљиво уз веома добру игру каква, пре тога, није могла да се наговести у групи. Поред већ устаљених Бјелице, Теодосића, Марковића и осталих, пажњу на себе су скренули Никола Калинић и херој победе над Бразилом млади Богдан Богдановић. У полуфиналу их је чекала Француска која је претходно избацила фаворизовану репрезентацију Шпаније која је на првенство дошла у најјачем могућем саставу и већ је била виђена у финалу против америчког „дрим тима”. Србија је веома добро играла у првом полувремену и стигла до 18 поена разлике. Међутим у последњој четвртини Француска је предвођена Батумом успела да се приближи и доведе Француску на два поена заостатка, али су на крају репрезентативци Србије сигурним извођењем слободних бацања и пресудним поенима Симоновића успели да се домогну финала.
У финалу их је чекала репрезентација САД која је као током целог првенства демонстрирала добру кошарку. Американци су желели да поново, после 1994. године, освоје титулу првака света, која им је на претходним шампионатима измицала. Зато је Мајк Шишевски окупио јак тим предвођен Кајријем Ирвингом, те Џејмсом Харденом и осталима. Сам почетак меча показао је да се „Орлови” нису уплашили. Милош Теодосић је уз неколико асистенција разиграо свој тим, да би, при резултату 12:5 селектор Шишевски затражио тајм аут. Тај тајм аут, затражен је био на 6 минута до краја прве четвртине, а резултат на крају исте био је 35:19 у корист САД. Распуцаног Ирвинга и Томпсона нико није могао да заустави, те чињеница да је центар Ентони Дејвис ушао у брз проблем са фауловима није представљала толико битан податак. Пред крај треће деонице, Американци су имали и вођство од 40 поена разлике, 115:75, па је циљ био избећи катастрофу. Ипак, на крају, кошаркашка репрезентација Србије, доживела је најубедљивији пораз у својој историји, обухватајући и претходне називе република, од 129:92.
Освајање сребрне медаље је оцењено као највеће изненађење првенства. Милош Теодосић је поново био члан прве петорке првенства, док је закуцавање Николе Калинића на утакмици са Грчком оцењено као други најбољи потез првенства. Поред њих двојице током првенства нарочито су се истакли Бјелица, повратник у репрезентацију после 2009. године Мирослав Радуљица, као и дебитант из Радничког, Стефан Јовић. Овај шампионат био је последњи за Ненада Крстића који је после десет година завршио репрезентативну каријеру, а за новог капитена именован је Милош Теодосић.
На Евробаскету 2015. Србија је доминирала у групи Б и са скором 5:0 прошла у осмину финала. У првој утакмици групе Б, Орлови су преокретом поразили Шпанце, главног фаворита за освајање нове титуле Европског првака (80:70). Наредног дана, репрезентација Србије је савладала Немачку (68:66) у Мерцедес-Бенц арени поготком Немање Бјелице у последњим моментима утакмице. 'Орлови' су до краја забележили још три победе: против Исланда (93:64), Турске (91:72) и Италије (101:82). У завршном мечу против Италије, заблистао је капитен Милош Теодосић са 26 убачених поена и 8 асистенција.
У осмини финала су савладали репрезентацију Финске (94:81), а у четвртфиналу Чешку (89:75) којој није помогао ни, током првенства, изузетно расположени двојац: Томаш Саторански и Јан Весели. У полуфиналу, Србију је поново чекао сусрет са традиционално јаком репрезентацијом Литваније. Имала је Литванија и више од десет поена предности, на почетку последње четврте четвртине, али су обе екипе играле у налетима, па је Србија константно смањивала предност ривала, све до самог краја. Милош Теодосић је нестварном тројком смањио предност Литваније на само један поен, 13 секунди пре краја меча, да би Сеибутис погодио само једно слободно бацање. Богдановић је покушао соло-продором да донесе изједначење и продужетак, али је, уз контакт са противником, промашио кош, док су судије меча остале неме, те су Литванци славили резултатом 67:64 и пласирали се, директно, на Олимпијски кошаркашки турнир 2016. године. У утакмици за треће место уследио је пораз од домаћина Француске (68:81). Пред својом публиком Французи су од првог минута наметнули свој ритам игре и до краја га, без већих проблема, одржавали. Србија је, тако, остала без медаље на овом Европском првенству иако је имала, коначни скор од 7 победа и 2 пораза. Проласком у четвртфинале Србија је изборила и пласман на Евробаскет 2017. године без квалификација.

#### Олимпијске игре у Рију и нова сребрна медаља
Захваљујући четвртом освојеном месту на Евробаскету 2015. репрезентација Србије изборила је учешће на једном од четири квалификациона Олимпијска турнира. Изабраници Саше Ђорђевића, као домаћини једног од турнира, добили су лакше ривале. У групи су савладали Порторико (87:81) и Анголу (83:60), а у полуфиналу је савладана Чешка. У финалу "Орлове" је чекао Порторико, а екипа Александра Ђорђевића их је убедљиво савладала резултатом 108:77 и пласирала се на Олимпијске игре у Рију. На турниру је Никола Јокић био веома запажен, он је заједно са Богданом Богдановићем бележио просечно 17,8 поена на 4 утакмице и проглашен је за најкориснијег играча квалификационог турнира.
У групи А, Олимпијског кошаркашког турнира у Рио де Жанеиру, изабраници Александра Ђорђевића савладали су Венецуелу са 86:62, да би потом уследили порази од Аустралије 95:80, те и пораз од 76:75 против Француске и од Америке 94:91 пошто је Богдан Богдановић промашио шут за три поена за продужетак. Уследио је меч „бити или не бити” за пролаз даље против Кине, која је 2004. године на Олимпијском кошаркашком турниру у Атини у истој ситуацији елиминисала тадашњу репрезентацију Србије и Црне Горе. Међутим, овога пута је остварена убедљива победа Србије од 94:60 и заказано четвртфинале са Хрватском. 
У четвртфиналу, кошаркашка репрезентација Србије наставила је традицију непобедивости против вечитог ривала, репрезентације Хрватске. За победу од 86:83 најзаслужнија је била добра колективна игра и одбрана, те врло добро шутерско вече Богдана Богдановића који је убацио 18 поена, од чега, неке у кључним тренуцима меча.
У полуфиналу чекала их је поново Аустралија. Жељни реванша, за пораз у групи, "Орлови" су одиграли најбољу одбрану на целом турниру, лимитирајући Аустралијанце на свега 14 датих поена у првом полувремену што никада није забележено у овој фази Олимпијског кошаркашког турнира. Питање победника ниједног тренутка није доведено у питање, па је коначним резултатом 87:61 Србија отишла у ново финале, прво после 20 година и Олимпијског кошаркашког турнира у Атланти.
Као пре 20 година и овога пута у финалу их је чекала селекција САД. Коначан резултат био је скоро идентичан финалу из 1996. година — 96:66. За разлику од финала Светског првенства из Мадрида у овом сусрету је Србија имала само почетно водство 3:0, након чега су Американци подизали ниво игре и већ на полувремену водили са 52:29, највише захваљујући Кевину Дјуренту. Било каква неизвесност је изостала у трећој и четвртој четвртини, па је селекција САД дошла до своје 15 златне олимпијске медаље. Ово је била прва олимпијска медаља за самосталну кошаркашку репрезентацију Србије, а укупно пето сребро са Олимпијског кошаркашког турнира. Након ових Олимпијских игара од репрезентативног дреса се опростио плејмејкер Стефан Марковић који је у репрезентацији био још од Европског првенства у кошарци 2007. године.

#### Европско првенство 2017.
И ранијих година репрезентација Србије имала је проблем са отказима играча, али никада као пред Европско првенство 2017. године које је уједно било и последње које се одржало на сваке две године, пошто је ФИБА раније одлучила да шампионат помери на сваке четири године. Због обавеза према свом клубу Денверу наступ је први отказао Никола Јокић, да би недуго потом наступ отказао и тадашњи члан Мемфиса Раде Загорац. Током припремних турнира, на којима је забележено девет победа и један пораз, наступ су, због повреда, отказали: Мирослав Радуљица, Марко Симоновић, Немања Бјелица, да би, током припрема своју повреду листа обновио капитен и тадашњи члан Л. А. Клиперса Милош Теодосић, па је за новог капитена именован Милан Мачван.
Упркос рекордном броју отказа, селектор Ђорђевић успео је да направи тим где су се као две највеће кошгетерске фигуре истицали Богдан Богдановић и повратник у национални тим Бобан Марјановић. Већ у првом мечу у групи Д, видело се да Ђорђевић с правом и даље циља највиши пласман. Резултатом 92:82 побеђена је Летонија која је на шампионат дошла са својом првом звездом, Кристапсом Порзингисом, али и са браћом Бертанс, Калнијетисом, Тимом и осталим искуснијим играчима. На овом мечу потврду да је нови лидер репрезентације доказао је нови члан Сакрамента, Богдан Богдановић који је меч завршио са 30 убачених поена. Након мање од 24 часа одмора, већ наредног дана, Србију је чекала репрезентација Русије. У поприлично нервозној игри, посебно у одбрани, Русија је остварила тријумф резултатом 75:72 коју је до победе водио тада најскупљи играч Евролиге, Алексеј Швед.
После дана паузе, Србију је чекао меч са домаћином групе и првенства (нокаут фазе), репрезентацијом Турске коју је на сваком сусрету бодрило преко 10 хиљада навијача.Турска на пет минута до краја сусрета долази до изједначења, након чега две везане тројке, за мање од једног минута, погађа Богдан Богдановић, а утакмица одлази у мирну завршницу до коначних 80:74. После ова три на папиру најтежа дуела, уследили су мечеви против: Белгије и Велике Британије. Иако најслабије од свих селекција у групи Д, остварене су сигурне победе.
Захваљујући победи Летоније од 84:69 против Русије, Србија је завршила групну фазу као првопласирана, па ју је у осмини финала очекивала четвртопласирана селекција из групе Ц, Мађарска. 
Након рутинске победе над Мађарском, „Орлове” је у четвртфиналу чекала Италија која је током шампионата остала без свог НБА играча Данила Галинарија. Сусрет против Мађарске донео је потребан опрез, као и подигнут ниво одбране, па су Марко Белинели и остали заустављени били на тек 67 датих поена, а Србија је победом од 83:67 те најбољом игром на првенству прошла у четврто полуфинале у четири године.
Неписано правило је да на оваквим првенствима једна селекција тешко може два пута да тријумфује против исте репрезентације у групи и у борби за медаљу. То правило се у овом случају испоставило као тачно, пошто је Србија успела да се реваншира Русији за пораз у групи. Већим делом меча Србија је имала предност, да би на четири минута до краја Андреј Воронцевич промашио тројку за резултатски преокрет. На супротној страни, управо, тројком битнију разлику доноси Василије Мицић, а до краја две добро креиране акције успева да материјализује Богдановић те Србија пролази у финале резултатом 87:79.
Невољу пред финале представљала је и повреда првог плејмејкера, Стефана Јовића који је у полуфиналном мечу доживео дисторзију зглоба, али је било најављено да ће играти у финалу. У сусрету у групи Бранко Лазић задобио је повреду бутног мишића, па је селектор Ђорђевић могао да рачуна на десеторицу здравих играча за финале.
За разлику од Србије, други финалиста Европског првенства, репрезентација Словеније имала је само један отказ пре почетка првенства, а на путу до свог првог финала репрезентација коју је са клупе предводио Игор Кокошков савладала је у нокаут фази: Француску, Летонију и актуелног шампиона Шпанију којој није помогла ни још једна одлична партија браће Гасол. До самог финала Словенија је дошла без иједног пораза, а најзаслужнији за овај перфектан низ био је Горан Драгић као и један од најталентованијих играча Европе, осамнаестогодишњи Лука Дончић.
За разлику од претходних мечева, високи српски центри, Огњен Кузмић и Бобан Марјановић били су ван свог учинка, како у скоковима, тако и у поенима. Словенија је у другој четвртини потпуно преокренула резултат највише захваљујући Драгићу који је постигао 26 поена већ у првом полувремену, а на одмор, Словенија одлази са предношћу од 56:47. На почетку трећег периода Србија је агресивнијом игром, као и тројкама најмлађег члана на овом првенству, Марка Гудурића, пришла на само четири поена заостатка. У последњи период Србија улази без класичног центра. Кузмића и Марјановића, због покретљивије одбране, заменио је Владимир Штимац, а на руку „Орловима” ишла је и повреда младог Луке Дончића, као и то што је Горан Драгић био избачен из шутерског ритма. На четири минута до краја, поенима капитена, Мачвана, Србија је повела 78:77. Резултатска неизвесност трајала је до самог краја, када при нерешеном резултату два слободна бацања не успева да искористи Огњен Кузмић, након чега Словенија поенима прво из игре, а затим и са линије слободних бацања, Клемен Препелич донео својој репрезентацији недостижну предност. На крају, Србија није успела да понови успех из 2001. године, када је освојена титула шампиона, док је Словенија дошла до своје прве медаље у историји кошаркашке репрезентације.
Селектор Александар Ђорђевић ушао је у кошаркашку историју пошто је само њему пошло за руком да учествује у финалима Европског првенства, Светског првенства и Олимпијског кошаркашког турнира и као играч и као селектор.

#### Светско првенство 2019. и први ФИБА „прозори”
Одмах по окончању Европског првенства у кошарци ФИБА је објавила промену у свом кошаркашком календару увођењем квалификација за Светско првенство, популарних ФИБА "Прозора". Ова промена је дошла као последица вишегодишњих несугласица између ФИБА и Евролиге. Увођењем "Прозора" по први пут се играла репрезентативна кошарка паралелно са клупском сезоном, те су све репрезентације биле лишене помоћи играча који наступају у НБА лиги и Евролиги, па су селектори националних тимова морали да се ослоне на играче из Еврокупа и ФИБА Лиге шампиона.
Србија се пласирала на Светско првенство освојивши 3. место у Европским квалификацијама у 2. кругу.
У првој рунди тј. групној фази такмичења сврстана је у групу Д заједно са Анголом, Филипинима и  Италијом. Важила је за великог фаворита у групи. Селектор је 7. јуна објавио први списак од 34 играча. Већ 1. јула селектор је скратио први пут списак и то на 18 играча.
Центар Никола Јокић, који је изабран у Идеални тим НБА лиге, потврдио је 24. маја 2019. да ће играти на Светском првенству. Сви играчи који су освојили сребрну медаљу на Евробаскету 2017. године у четири европске земље били су укључени у списак од 34 играча поред центра Владимира Штимца који је објавио повлачење из репрезентације након Евробаскета. Бранко Лазић је једини члан из 2017. године у Србији који није био наведен на прелиминарном списку од 18 играча.
Светски куп Србија је отворила баш као и 2002. године против афричке селекције Анголе. Србија је врло лако савладала ривала са 46 поена разлике, резултатом 105:59. У 2. колу Србија је играла против азијске репрезентације Филипина и савладала је великом разликом 126:67. Ово је, уједно, била и најубедљивија победа откако се Србија самостално такмичи. Такође, на овом сусрету Србија је са 37 асистенција поставила рекорд у овој категорији на Светским првенствима. У 3. колу Орлове је очекивао и најтежи испит против Италије са којом је Србија играла два припремна меча и оба добила. Србија је и овај пут победила Италију. Иако су се "Азури" примакли у једном тренутку на 55:53, добром одбраном изабраници селектора Ђорђевића поново праве двоцифрену разлику до коначних, 92:77. Овом победом Србија је заузела прво место у групи.
У другој рунди, након укрштања са Ц групом Србија добија противнике са којима се и у ранијим турнирима састајала: Шпанијом (задњи пут на Европском првенству 2015) и Порториком (квалификације за Олимпијске игре 2016. године). У 1. колу новоформиране групе Србија је играла против Порторика и дошла до победе 90:47. Ово је била шеста узастопна утакмица на Светским првенствима на којој је Србија убацила 90 и више поена, што је још један рекорд. Овом победом Србија је и математички осигурала пласман у четвртфинале, а меч са Шпанијом је одлучивао да ли ће се у исто ићи са прве или друге позиције.
Репрезентативци Србије су контролисали скок, успорили напад Шпаније и после прве четвртине водили са 20:13. Међутим, наставак сусрета донео је неупоредиво лошију игру српских кошаркаша. Шпанија је почела са форсирањем зонске одбране за коју изабраници Александра Ђорђевића нису имали решење. По први пут на шампионату Србија је на полувреме отишла са резултатским дефицитом — 45:38. Пресудни тренутак догодио се на шест минута до краја треће деонице. Након спорне судијске одлуке да се не досуди фаул Николи Јокићу, центар Денвера наставља са приговорима и добија искључујући фаул, па је Србија без Јокића наставила овај дуел. Шпанија је у једном моменту водила и са 21. поеном разлике, али је Србија предвођена константно добрим и поузданим Богдановићем дошла до осам поена заостатка, али није успела да избегне и први пораз на првенству који ју је са друге позиције послао у четвртфинале на Аргентину.
Пољуљаног самопоуздања и уморни од далеког пута из једног у други град Кине (2000км раздаљине) свој најлошији меч на шампионату кошаркаши Србије показали су у четвртфиналу. Лоша одбрана дозволила је Аргентинцима велики број отворених шутева за три поена, а управо овај сегмент игре је добро служио Аргентину у првом полувремену (10/18 за три). Консолидованом одбраном и уз бољу дистрибуцију лопте у нападу, Србија током треће четвртине смањује предност, да би у четвртој, после тројке из угла Гудурића и повела са 70:68. Иако су српски кошаркаши имали прилику да увећају предност, то нису искористили. Аргентина је одговорила уз две везане тројке и индивидуалну ролу у завршници Луиса Сколе који је сусрет завршио са 18 поена. Управо је Скола уз плејмејкера Факунда Кампаза најзаслужнији за елиминацију Србије из четвртфинала резултатом 97:87.
У разигравању од петог до осмог места на шампионату дошло је до дуела који се очекивао у финалу. Нови дуел Сједињених Америчких Држава и Србије, селекција које су играле финале Светског првенства 2014. године као и финале Олимпијског кошаркашког турнира 2016. Нови селектор САД, Грег Поповић, имао је великих проблема са састављањем тима за ово првенство јер му је учешће са првобитног списка отказало чак седамнаест НБА играча. Зато је у Кину повео подмлађену репрезентацију, такође, сачињену од играча из НБА лиге који су имали запажене улоге у прошлој сезони (Кемба Вокер, Донован Мичел, Џо Херис, Брук Лопез и други).
Знатно мотивисанија Србија је веома добро одиграла првих 10 минута овог сусрета. Богдан Богдановић је био запажен, баш као и Владимир Лучић, који је константно добро одиграо цело првенство. Прва четвртина је завршена крајње нестварним резултатом 32:7 у корист Србије. Американци су подигли ниво игре у наставку и смањили резултатски дефицит на пристојних пет поена разлике на полувремену. До краја у доста динамичном ритму кош за кош, Србија није испустила предност и славила је са 94:89, што је прва победа над Сједињеним Америчким Државама још од 2002. године.
Одмах по окончању сусрета за пето место, селектор Александар Ђорђевић је на прес конференцији изјавио да се после 102 меча и пет година повлачи са места селектора кошаркашке репрезентације оценивши да је за то дошло право време.
Пре и током првенства повлачене су многобројне паралеле између ове и генерације из 2002. године која је освојила титулу Светског првака. Ово су неке од сличности: први меч на шампионату и 2002. и 2019. године српска репрезентација имала је против Анголе, по пет играча из НБА лиге и 2002. и 2019. године, два играча из Сакраменто Кингса, пораз од Шпаније у групној фази, плава боја дресова и капитен је носио дрес са бројем 4 (Теодосић се повредио пред почетак првенства, па је улога капитена додељена Мирославу Радуљици).

### Повратак Светислава Пешића. Сви за једног, један за сви
Због неуспеха да се квалификују на Олимпијске игре 2021. на Мундобаскету, кошаркаши Србије морали су да играју квалификације, које су други пут заредом игране у Београду. Због пандемије корона вируса, Олимпијске игре су померене за годину дана.
За новог селектора репрезентације изабран је Игор Кокошков, који је био члан стручног штаба репрезентације Србије и Црне Горе под командом Жељка Обрадовића на Олимпијским играма 2004. и Евробаскету 2005. године.
Репрезентацију су пратили бројни откази, највећи проблеми били су откази Николе Јокића, тадашњег најкориснијег играча НБА лиге, затим дугогодишњег носиоца екипе Богдана Богдановића, али и битних играча као што су Мирослав Радуљица, Алексеј Покушевски, Ален Смаилагић, Немања Недовић, Марко Гудурић, Владимир Лучић, Никола Милутинов, Огњен Јарамаз, Бранко Лазић, док су са коначног списка прецртани Вања Маринковић и Далибор Илић. Ипак, у коначном саставу су се нашли неки од носилаца репрезентације, као што су капитен Милош Теодосић, најкориснији играч Евролиге те сезоне Василије Мицић, а на списку су били и Немања Бјелица, Никола Калинић, Стефан Јовић, Драган Милосављевић, Бобан Марјановић, Алекса Аврамовић, Дејан Давидовац, Огњен Добрић, Филип Петрушев и Данило Анђушић.
„Орлови” су савладали Доминиканску Републику у првом колу групне фазе (94:76), затим Филипине и тако као први у групи прошли у полуфинале квалификација. У полуфиналу их је чекао Порторико, који је као и пет година раније, лако побеђен (102:84), тако да их је у финалу чекала Италија. Упркос очекивању лаке победе јер је Италија дошла у доста ослабљеном саставу, кошаркаши Србије изгубили су овај меч од изузетно распуцаног ривала којег су предводили Никола Маниона (24 поена) и Ахилеа Полонаре (22 поена). Тако је репрезентација Србије остала без учешћа на Олимпијским играма. Селектор Кокошков је два и по месеца касније споразумно раскинуо уговор са Кошаркашким савезом Србије.
Након што се још под вођством Кокошкова репрезентација успешно пласирала на Евробаскет 2022. (који је одржан у Немачкој, Италији, Чешкој и Грузији) на место селектора, по други пут, долази Светислав Пешић.
Дана 10. јуна 2022. Богдан Богдановић је објавио да неће моћи да се одазове селектору због операције десног колена. То је био први пут да репрезентација наступа без Богдана Богдановића на неком великом такмичењу од Евробаскета 2011. Никола Јокић, двоструки узастопни МВП НБА лиге, потврдио је да ће играти за Србију на Европском првенству 15. јуна.
Пешић је 12. јула објавио прелиминарни списак од 22 играча на које рачуна, на ком није било Бобана Марјановића и Данила Анђушића. Касније су са списка прецртани НБА играчи Никола Јовић и Алексеј Покушевски, због неодобравања њихових клубова, Мајамија и Оклахоме. Неколико дана касније са списка је искључен и капитен Милош Теодосић што је изазвало бурну реакцију комплетне кошаркашке јавности. Проблем је тим већи био јер је само пар месеци раније Светислав Пешић у хвалоспевима говорио о Теодосићу да би му на окупљању саопштио да га не види у репрезентацији са улогом какву очекује и заслужује. Овакав потез изазвао је огромне реакције код навијача, бивших кошаркаша и спортских радника који су јавно критиковали одлуку селектора. Уместо Теодосића за новог капитена изабран је Владимир Лучић.
На коначном списку од 12 играча, поред капитена Лучића и прве звезде тима Николе Јокића, били су и Василије Мицић (освајач Евролиге са Анадолу Ефесом две године заредом), Никола Калинић, Немања Недовић, Никола Милутинов, Марко Гудурић и дебитанти на великим такмичењима Огњен Јарамаз, Вања Маринковић, Дејан Давидовац, Душан Ристић и Марко Јагодић-Куриџа.
Србија је групну фазу шампионата завршила убедљиво, делује као једна од најлакших до сада. Остварено је свих пет победа и то лаких, против репрезентације Холандије, Израела, Чешке, Пољске и Финске. Србија је овим учинком осигурала прву позицију и тиме је заказала дуел са Италијом у осмини финала која је била 4. у групи Ц.
На припремама је Србија савладала Италију, међутим на турниру су Италијани поново изненадили Србију, као и у финалу квалификационог турнира за Олимпијске игре. Упркос бриљантној партији Јокића, који је меч завршио са 32 поена, 13 скокова и 4 асистенције, као и солидној партији Мицића са 16 поена и искључењу селектора Италије Ђанмарка Поцека у трећој четвртини, и предности од чак 14 поена у једном тренутку, Србија је поново остала без медаље, пре свега због изузетне игре плејмејкера Марка Списуа који је имао 22 поена, Никола Мелија који је имао 21, Симонеа Фонтекија са 19 и Ахилеа Полонаре са 16 поена убачених у кош Србије, за коначан резултат 94:86.

#### Светско првенство 2023. и ново финале
Репрезентација Србије је почела квалификације за Мундобаскет 2023. (који је одржан на Филипинима, у Јапану и Индонезији) још у новембру 2021. године, а завршила их у фебруару 2023. У прелиминарној групи, Србија је била смештена са Летонијом, Белгијом и Словачком. Словачка је оба пута савладана, а Летонија једном па је Србија са треће позиције прошла у другу рунду квалификација где су нови противници били: Грчка, Турска и Велика Британија. У августу 2022. одигране су две утакмице непосредно пре Евробаскета, па је репрезентација била у најјачем саставу. Грчка је у Београду у препуној Арени савладана после продужетка са 100 : 94, а затим и  Турска је такође побеђена, у Истанбулу са 79:72 што је значило да се Србија квалификовала за Мундобаскет.
На жребу који је одржан крајем априла, Србија је смештена у групи Б са Кином, Порториком и Јужним Суданом.
Селектор Пешић је прелиминарни списак од 20 играча објавио 24. јула, а на њему није било Николе Јокића, који је освојио своју прву титулу у НБА лиги са Денвером и проглашен за најкориснијег играча НБА финала, па је због касног завршетка сезоне и физичке и менталне исцрпљености одлучио да прескочи репрезентативне обавезе. Василије Мицић је отказао учешће да би се што боље припремио за своју прву НБА сезону са Оклахомом, као и Никола Калинић, који је решио да се потпуно опорави од напорне сезоне са Барселоном. Владимир Лучић се повредио крајем сезоне у немачкој Бундеслиги у дресу Бајерна, тако да је већ тада било извесно да ће пропустити шампионат.
Селектор Пешић је са списка прецртао младог тинејџера Николу Топића, као и Душана Беслаћа и Алексу Раданова и тако одредио коначан списак, који је предводио нови капитен, Богдан Богдановић. Коначни списак чинили су још и Алекса Аврамовић, Стефан Јовић, Вања Маринковић, Марко Гудурић, Дејан Давидовац, Огњен Добрић, Никола Јовић, Филип Петрушев, Бориша Симанић, Никола Милутинов и Душан Ристић.
Финални турнир Мундобаскета за репрезентацију Србије почео је победом над Кином, 105:63. У другој утакмици, савладана је, сада већ редовна муштерија наше селекције, Порторико. Србија је са максималне три победе осигурала прво место у групи Б. Нажалост, резултат задње утакмице против Јужног Судана пао је у други план. Приликом једног дуела испод коша, играч Јужног Судана, Нуни Омот, снажно је лактом ударио Боришу Симанића у пределу бубрега. Судије су гледањем успореног снимка процениле да није било намере да се удари противник, већ да је то био неконтролисани потез. Ипак, ударац је био толико снажан да је Симанић у току ноћи после те утакмице имао унутрашње крварење, па је због тога морао хитно на операцију, због чега је завршио своје учешће на Мундобаскету. Само три дана касније, Симанић је поново морао на операцију, након које му је одстрањен цео бубрег. Ово је и те како пореметило цео наш тим, сви играчи, као и цео стручни штаб на челу са Пешићем, су истицали да од забринутости за свог саиграча нису могли да спавају.
Негативни ефекти овог догађаја видели су се највише на мечу са Италијанима, против којих је тражена освета за два болна пораза на претходна два велика такмичења. На овом мечу су се вратили, након лакших повреда, Аврамовић и Петрушев. Меч је почео неизвесно, а тако је и завршен. Ушло се у неизвесну завршницу, у којој су се боље снашли Италијани, иако је Србија имала чак и шут за победу, који није искоришћен јер није било довољно времена да се организује неки озбиљнији напад, па је коначан резултат био 78:76. Ово је био трећи узастопни пораз Србије од Италије на великим такмичењима.
Уследио је одлучујући меч са Доминиканском Републиком за пласман у четвртфинале, са екипом чији је вођа искусни НБА центар, Карл Ентони Таунс. Он је на крају меч завршио са 25 поена, међутим то није било довољно да његова екипа победи, јер није имао адекватну подршку саиграча. Тако су изабраници Светислава Пешића завршили на другој позицији групе И, иза Италијана, и избегли у четвртфиналу фаворита из групе Ј, Сједињене Америчке Државе. "Дрим-тим" је завршио као други у тој групи, пошто су у последњем колу изненађујуће изгубили од Литваније, 110:104, тако да су Литванци, као први у својој групи, овом победом заказали четвртфинални дуел са Србијом.
У четвртфиналу, наши играчи су приказали најбољу игру онда када је то било најпотребније. Литванци су минимално водили на крају првог периода меча, да би Србија на полувремену водила чак 11 разлике. Кључни фактор победе Србије била је тимска игра. Највише погодака поново је постигао капитен Богдановић, 21 поен, а пресудна је била и игра Филипа Петрушева који је одиграо меч каријере у националном дресу, постигавши 17 поена.
Уследио је полуфинални меч са Канадом. Канађане је на овом турниру предводио члан идеалне петорке НБА лиге сезоне 2022/23 и Ол-стар играч, Шеј Гилџис-Александер. Ово је било прво полуфинале Светског првенства у историји за Канаду. Србија је поново успеђно отворила меч и на полувремену водила 52:39. Наставила је у истом ритму и у другом полувремену и на крају заслужено славила победу од 95:86 и пласман у велико финале. Дефанзивно је Аврамовић опет много значио, јер је свео Гилџис-Александера на свега 15 поена, знатно испод његовог просека. Сви играчи Канаде, осим Берета, који је дао 23 коша, били су испод свог нивоа. Тако је Србија други пут од осамостаљења, а десети укупно, ушла у финале Светског првенства. У другом полуфиналу, Немачка је изненадила САД 113:111 и ушла у велико финале први пут у историји. Пошто је још пре полуфинала Србија била међу две најбоље пласиране европске репрезентације, осигурала је директан пласман на Олимпијске игре 2024. године у Паризу.
У финални сусрет Србија је ушла са доста повређених играча. Богдановић и Милутинов имали су ситне повреде, док је на самом старту меча Огњен Добрић искренуо скочни зглоб и више се није враћао на терен. У огромној драми, тензији, Немачка је већим делом сусрета водила, а Србија је држала резултатски прикључан упркос чињеници да и неискусна судијска тројка није била на нивоу и није имала реноме да буде делегирана за финале Светског првенства. На крају, „Орлови” су поражени са 83:77, а Немачка је освојила прву титулу првака света.
По повратку у Београд, организован је традиционални свечани дочек сребрних кошаркаша, међу којима је био и Бориша Симанић, који се опоравио од операција, на балкону Старог двора, заједно са Новаком Ђоковићем који је освојио своју 24. гренд слем титулу на Ју-ес опену и баскеташима Србије који су освојили пето узастопно европско злато.

#### Олимпијске игре у Паризу и нова медаља
Србија је за Олимпијски кошаркашки турнир била жребана у групу Ц, заједно са САД-ом, Јужним Суданом и победником квалификација, а то је, на срећу, био Порторико, а не Италија или Литванија, репрезентације које су играле овај исти турнир.
Први меч на турниру био је против „Тима снова” који је лично саставио Леброн Џејмс, одмах по неуспеху на Мундобаскету 2023. године, а поред њега нашла су се још два НБА суперстара-ветерана: Стеф Кари и Кевин Дјурент. Према многим критичарима и кошаркашким аналитичарима овај „Тим снова” једини се по снази могао упоредити са оригиналним из 1992. године.
Своју снагу Сједињене државе показале су у том првом колу. Без икаквих проблема савладали су Србију са 110:84. Фокус играча био је усмерен на преостала два меча која су гарантовала пролаз у нокаут фазу. Након што је декласиран Порторико са 107:66 уследила је и физички изузетно захтевна утакмица са 
Јужним Суданом. Србија је током целог меча водила, али никад великом разликом све до самог краја када је капитен Богдан Богдановић обезбедио двоцифрену победу од 96:85. Суданци су се касније жалили на суђење, али су Србији замерали и овако убедљив пораз јер су као најлошија трећепласирана селекција завршили такмичење на својим првим Олимпијским играма.
На мечу против Јужног Судана Богдан Богдановић постао је најбољи стрелац репрезентације у периоду од 1992. године, док је на првом месту у генералном поретку неприкосновен остао Дражен Далипагић.
У четвртфиналу „Орлове” је чекала Аустралија коју је предводио млади 22.годишњи Џош Гиди, а подршку је имао и у виду ветерана, капитена Петија Милса. Традиција је била на страни Србије која је само једном била поражена од Аустралије и то 2016. године на Олимпијским играма у Рију. Та традиција замало је срушена јер су „бумерси” на половини друге четвртине имали чак 24 поена предности. Најзаслужнији за овакву разлику био је управо Пети Милс који је убацио 20 поена готово без промашаја из игре. Агресивном одбраном Гудурића, Добрића, Аврамовића, уз незаустављивог Јокића, Србија је сустизала огромну предност до коначног преокрета на крају треће деонице. На крају је режиран и тотални преокрет као и победа за пласман у полуфинале од 95:90. Ово је уједно био највећи преокрет у историји Олимпијског кошаркашког турнира.
Вољом жреба већ у полуфиналу Србија се поново сусрела са САД-а која је била боља од Бразила у четвртфиналу. За разлику од меча у 1. колу групне фазе, Србија је одиграла једну од најбољих партија у својој новијој историји. Утакмица је и резултатски много подсећала на меч из Индијанаполиса 2002. године и сви су прижељкивали такав епилог. Србија је у једном моменту водила и са 17 поена разлике, а у вођству је била преко 36 минута. После промашеног отвореног шута за три поена Огњена Добрића, Стеф Кари погађа тројку за прво вођство још од прве четвртине. До краја меча Србија више није успела да преузме вођство, а захваљујући трипл-дабл учинку Леброна Џејмса те новим дискутабилним одлукама судијске тројке „Тим снова” је прошао у финале. Хвалоспеви на рачун игре Србије стизали су са свих страна, чак и од бивших и садашњих НБА играча. Такође, селектор САД и главни тренер Голден Стејт вориорса, Стив Кер изјавио је ово била најбоља утакмица у његовом животу и да му је јако жао што је Србија изгубила.
У мечу за бронзану медаљу Србија се састала са Немачком, која ју је поразила годину дана раније у финалу Светског кошаркашког првенства. Овога пута јачи за МВП-а НБА лиге, Николу Јокића, као и за знатно искуснијег Филипа Петрушева, Србија није дозволила противнику да поведе ни у једном делу меча, па је остварила рутинску победу од 93:83 и тако освојила своју другу бронзану медаљу са Олимпијског кошаркашког турнира, а укупно осму у историји. На овом мечу, Никола Јокић постао је тек четврти кошаркаш у историји Олимпијских игара који је остварио трипл-дабл учинак после Оскара Шмита, Леброна Џејмса (два пута) и Луке Дончића.

## Табела медаља
- — збир медаља освојених на највећим репрезентативним такмичењима кошаркаша Југославије до 2002. Србије и Црне Горе до 2006. и Србије од 2006. године.

| Такмичење             |    |    |    |    |
| Летње олимпијске игре | 1  | 5  | 2  | 8  |
| Светско првенство     | 5  | 5  | 2  | 12 |
| Европско првенство    | 8  | 7  | 4  | 19 |
| Медитеранске игре     | 5  | 2  | 2  | 9  |
| Универзијада          | 4  | 2  | 3  | 9  |
| Укупно                | 23 | 20 | 12 | 55 |
| --------------------- | -- | -- | -- | -- |

## Статистика играча
Ажурирано 16. март 2025.
Играчи чије је име и презиме подебљано још наступају за репрезентацију.

### Највише одиграних утакмица
| #  | Име и презиме     | Године у репрезентацији | Број одиграних утакмица |
| -- | ----------------- | ----------------------- | ----------------------- |
| 1  | Крешимир Ћосић    | 1967 - 1983.            | 303                     |
| 2  | Дражен Далипагић  | 1973 - 1986.            | 243                     |
| 3  | Дамир Шолман      | 1968 - 1976.            | 226                     |
| 4  | Драган Кићановић  | 1973 - 1983.            | 211                     |
| 5  | Зоран Славнић     | 1970 - 1983.            | 179                     |
| 6  | Мирза Делибашић   | 1975 - 1982.            | 176                     |
| 7  | Жељко Обрадовић   | 1985 - 1991.            | 170                     |
| 8  | Дражен Петровић   | 1958 - 1967.            | 158                     |
| 9  | Богдан Богдановић | 2013-                   | 115                     |
| 10 | Мирослав Радуљица | 2009-2021               | 109                     |

### Највише постигнутих поена
| #  | Име и презиме     | Број постигнутих поена у репрезентацији | Број утакмица | Просек поена по мечу |
| -- | ----------------- | --------------------------------------- | ------------- | -------------------- |
| 1  | Дражен Далипагић  | 3700                                    | 243           | 15,2                 |
| 2  | Драган Кићановић  | 3330                                    | 211           | 15,78                |
| 3  | Крешимир Ћосић    | 3180                                    | 303           | 10,45                |
| 4  | Радивој Кораћ     | 3107                                    | 150           | 20,71                |
| 5  | Дражен Петровић   | 2830                                    | 158           | 17,91                |
| 6  | Винко Јеловац     | 2220                                    | 103           | 21,55                |
| 7  | Иво Данеу         | 2214                                    | 177           | 12,50                |
| 8  | Ратко Радовановић | 2175                                    | 124           | 17,54                |
| 9  | Дамир Шолман      | 1798                                    | 226           | 7,95                 |
| 10 | Мирза Делибашић   | 1759                                    | 176           | 9,99                 |

### Капитени (од 1992)
| Година     | Име | Такмичења на којима је био капитен                                                  |
| ---------- | --- | ----------------------------------------------------------------------------------- |
| 1992—1996. | Жарко Паспаљ | Евробаскет 1995, Олимпијске игре 1996.                                              |
| 1997—1999. | Александар Ђорђевић | Евробаскет 1997,Мундобаскет 1998.                                                   |
| 1999—2000. | Предраг Даниловић | Евробаскет 1999, Олимпијске игре 2000.                                              |
| 2001—2005. | Дејан Бодирога (на Евробаскету 2003. године капитен је био Предраг Стојаковић) | Евробаскет 2001,Мундобаскет 2002.,Олимпијске игре 2004.,Евробаскет 2005             |
| 2006.      | Игор Ракочевић | Мундобаскет 2006.                                                                   |
| 2007.      | Милан Гуровић | Евробаскет 2007                                                                     |
| 2008—2014. | Ненад Крстић | Евробаскет 2009,Мундобаскет 2010.,Евробаскет 2011,Евробаскет 2013,Мундобаскет 2014. |
| 2014—2022. | Милош Теодосић (на Евробаскету 2017. године капитен је био Милан Мачван, а на Мундобаскету 2019.године Мирослав Радуљица. Оба пута Теодосић је због повреде прескочио наступ на шампионату, иако је прошао припреме.) | Евробаскет 2015,Олимпијске игре 2016.                                               |
| 2022.      | Владимир Лучић | Евробаскет 2022.                                                                    |
| 2023-      | Богдан Богдановић | Мундобаскет 2023.,Олимпијске игре 2024.                                             |

## Селектори
| Селектор            | Период       |
| ------------------- | ------------ |
| Стевица Чоловић     | 1947 — 1950. |
| Небојша Поповић     | 1950 — 1953. |
| Александар Николић  | 1954 — 1965. |
| Ранко Жеравица      | 1965 - 1972. |
| Мирко Новосел       | 1973 — 1976. |
| Александар Николић  | 1977 - 1978. |
| Петар Скански       | 1979.        |
| Ранко Жеравица      | 1980.        |
| Богдан Тањевић      | 1981.        |
| Ранко Жеравица      | 1982.        |
| Јосип Ђерђа         | 1983.        |
| Мирко Новосел       | 1984.        |
| Крешимир Ћосић      | 1985 — 1997. |
| Душан Ивковић       | 1988 — 1995. |
| Жељко Обрадовић     | 1996 — 2000. |
| Светислав Пешић     | 2000 — 2002. |
| Душко Вујошевић     | 2003.        |
| Жељко Обрадовић     | 2004 — 2005. |
| Драган Шакота       | 2006.        |
| Зоран Славнић       | 2007.        |
| Душан Ивковић       | 2008 — 2013. |
| Александар Ђорђевић | 2013 — 2019  |
| Игор Кокошков       | 2019 — 2021  |
| Светислав Пешић     | 2021—        |

## Ривалства
Од оснивања 1936. године, па до данас, репрезентације Југославије и Србије стекле су велики број ривала. Због, пре свега, политичких струја средином 20. века највеће ривале тадашња Југославија имала је у националним екипама Совјетског Савеза и Сједињених Америчких Држава. Крајем '80их година појављују се и ривалства са Грчком и Шпанијом, а после распада СФР Југославије највећи ривал постаје и репрезентација Хрватске. Такође '90их година створило се и ривалство са репрезентацијом Литваније, са којом се наша селекција редовно сусретала на свим великим турнирима.

### Са Совјетским Савезом и Русијом

#### Европска првенства[4]
- - 1947 -  ФНРЈ 11:50  СССР
- - 1953 -  ФНРЈ 43:57  СССР
- - 1955 -  ФНРЈ 52:75  СССР
- - 1957 -  ФНРЈ 61:97  СССР
- - 1961 -  ФНРЈ 53:60  СССР
- - 1961 -  ФНРЈ 58:75  СССР
- - 1965 -  СФРЈ 49:58  СССР
- - 1969 -  СФРЈ 72:81  СССР
- - 1969 -  СФРЈ 73:61  СССР
- - 1971 -  СФРЈ 64:69  СССР
- - 1975 -  СФРЈ 90:84  СССР
- - 1977 -  СФРЈ 74:61  СССР
- - 1979 -  СФРЈ 77:96  СССР
- - 1981 -  СФРЈ 67:84  СССР
- - 1981 -  СФРЈ 88:108  СССР
- - 1985 -  СФРЈ 97:105  СССР
- - 1987 -  СФРЈ 93:100  СССР
- - 1999 -  СР Југославија 68:76  Русија
- - 2003 -  Србија и Црна Гора 80:95  Русија
- - 2003 -  Србија и Црна Гора 86:77  Русија
- - 2007 -  Србија 65:73  Русија
- - 2009 -  Србија 79:68  Русија
- - 2011 -  Србија 67:77  Русија
- - 2017 -  Србија 72:75  Русија
- - 2017 -  Србија 87:79  Русија

#### Светска првенства[4]
- - 1963 -  СФРЈ 69:67  СССР
- - 1967 -  СФРЈ 59:71  СССР
- - 1970 -  СФРЈ 72:87  СССР
- - 1974 -  СФРЈ 82:79  СССР
- - 1978 -  СФРЈ 82:81  СССР
- - 1978 -  СФРЈ 105:92  СССР
- - 1982 -  СФРЈ 94:99  СССР
- - 1986 -  СФРЈ 90:91  СССР
- - 1990 -  СФРЈ 92:75  СССР
- - 1990 -  СФРЈ 100:77  СССР
- - 1998 -  СР Југославија 92:75  Русија
- - 1998 -  СР Југославија 64:62  Русија

#### Олимпијске игре[4]
- - 1960 -  ФНРЈ 61:88  СССР
- - 1968 -  СФРЈ 63:62  СССР
- - 1972 -  СФРЈ 67:74  СССР
- - 1976 -  СФРЈ 89:84  СССР
- - 1980 -  СФРЈ 101:91  СССР
- - 1988 -  СФРЈ 63:76  СССР
- - 1988 -  СФРЈ 92:79  СССР
- - 2000 -  СР Југославија 66:60  Русија

| Противник    | Бр. одиграних мечева | Победе | Порази |
| ------------ | -------------------- | ------ | ------ |
| СССР/ Русија | 45                   | 19     | 26     |

### Са Сједињеним Америчким Државама

#### Светска првенства[4]
- - 1963 -  СФРЈ 75:73  САД
- - 1967 -  СФРЈ 73:72  САД
- - 1967 -  СФРЈ 71:76  САД
- - 1970 -  СФРЈ 70:63  САД
- - 1974 -  СФРЈ 88:91  САД
- - 1978 -  СФРЈ 60:69  САД
- - 1982 -  СФРЈ 81:88  САД
- - 1986 -  СФРЈ 60:69  САД
- - 1990 -  СФРЈ 99:91  САД
- - 2002 -  СР Југославија 81:78  САД
- - 2014 -  Србија 92:129  САД
- - 2019 -  Србија 94:89  САД

#### Олимпијске игре[4]
- - 1960 -  ФНРЈ 42:104  САД
- - 1964 -  СФРЈ 61:69  САД
- - 1968 -  СФРЈ 58:73  САД
- - 1976 -  СФРЈ 74:95  САД
- - 1976 -  СФРЈ 93:112  САД
- - 1996 -  СР Југославија 69:95  САД
- - 2016 -  Србија 91:94  САД
- - 2016 -  Србија 66:96  САД
- - 2024 -  Србија 84:110  САД
- - 2024 -  Србија 91:95  САД

| Противник                 | Бр. одиграних мечева | Победе | Порази |
| ------------------------- | -------------------- | ------ | ------ |
| Сједињене Америчке Државе | 22                   | 6      | 16     |

### Са Хрватском

#### Европска првенства[4]
- - 1997 -  СР Југославија 64:62  Хрватска
- - 2001 -  СР Југославија 80:66  Хрватска

#### Светска првенства[4]
- - 2010 -  Србија 73:72  Хрватска

#### Олимпијске игре[4]
- - 2016 -  Србија 86:83  Хрватска

| Противник | Бр. одиграних мечева | Победе | Порази |
| --------- | -------------------- | ------ | ------ |
| Хрватска  | 4                    | 4      | 0      |

### Са Литванијом

#### Европска првенства[188]
- - 1995 -  СР Југославија 70:61  Литванија
- - 1995 -  СР Југославија 96:90  Литванија
- - 1997 -  СР Југославија 75:60  Литванија
- - 2003 -  Србија и Црна Гора 82:98  Литванија
- - 2009 -  Србија 89:79  Литванија
- - 2011 -  Србија 90:100  Литванија
- - 2013 -  Србија 63:56  Литванија
- - 2015 -  Србија 64:67  Литванија

#### Светска првенства[189]
- - 2010 -  Србија 88:99  Литванија
- - 2023 -  Србија 87:68  Литванија

#### Олимпијске игре[190]
- - 1996 -  СР Југославија 66:58  Литванија
- - 2000 -  СР Југославија 63:76  Литванија

| Противник | Бр. одиграних мечева | Победе | Порази |
| --------- | -------------------- | ------ | ------ |
| Литванија | 12                   | 7      | 5      |

### Са Шпанијом

#### Европска првенства[191]
- - 1965 -  Југославија 113:65  Шпанија
- - 1967 -  Југославија 101:73  Шпанија
- - 1967 -  Југославија 82:68  Шпанија
- - 1973 -  Југославија 78:67  Шпанија
- - 1973 -  Југославија 65:59  Шпанија
- - 1975 -  Југославија 98:76  Шпанија
- - 1977 -  Југославија 79:76  Шпанија
- - 1979 -  Југославија 108:100  Шпанија
- - 1981 -  Југославија 95:72  Шпанија
- - 1983 -  Југославија 90:91  Шпанија
- - 1985 -  Југославија 99:83  Шпанија
- - 1987 -  Југославија 98:87  Шпанија
- - 1987 -  Југославија 94:76  Шпанија
- - 1991 -  Југославија 76:67  Шпанија
- - 1997 -  СР Југославија 79:70  Шпанија
- - 1999 -  СР Југославија 77:63  Шпанија
- - 2001 -  СР Југославија 78:65  Шпанија
- - 2003 -  Србија и Црна Гора 67:75  Шпанија
- - 2005 -  Србија и Црна Гора 70:89  Шпанија
- - 2009 -  Србија 66:57  Шпанија
- - 2009 -  Србија 63:85  Шпанија
- - 2011 -  Србија 59:84  Шпанија
- - 2013 -  Србија 60:90  Шпанија
- - 2015 -  Србија 80:70  Шпанија

#### Светска првенства[192]
- - 1950 -  Југославија 0:2  Шпанија
- - 1974 -  Југославија 79:71  Шпанија
- - 1982 -  Југославија 119:117  Шпанија
- - 1982 -  Југославија 108:91  Шпанија
- - 2002 -  СР Југославија 69:71  Шпанија
- - 2006 -  Србија и Црна Гора 75:87  Шпанија
- - 2010 -  Србија 92:89  Шпанија
- - 2014 -  Србија 73:89  Шпанија
- - 2019 -  Србија 69:81  Шпанија

#### Олимпијске игре[193]
- - 1968 -  Југославија 92:79  Шпанија
- - 1980 -  Југославија 95:91  Шпанија
- - 1984 -  Југославија 61:74  Шпанија
- - 2000 -  СР Југославија 78:65  Шпанија
- - 2004 -  Србија и Црна Гора 68:76  Шпанија

| Противник | Бр. одиграних мечева | Победе | Порази |
| --------- | -------------------- | ------ | ------ |
| Шпанија   | 38                   | 25     | 13     |

### Са Аустралијом

#### Олимпијске игре[193]
- - 1964 -  Југославија 74:70  Аустралија
- - 1984 -  Југославија 94:64  Аустралија
- - 1988 -  Југославија 91:70  Аустралија
- - 1988 -  Југославија 98:78  Аустралија
- - 1996 -  СР Југославија 91:68  Аустралија
- - 2000 -  СР Југославија 80:66  Аустралија
- - 2016 -  Србија 80:95 Аустралија
- - 2016  -  Србија 87:61  Аустралија
- - 2024  -  Србија 95:90  Аустралија

#### Светска првенства[4]
- - 1978 -  Југославија 105:101 Аустралија
- - 1982 -  Југославија 105:91 Аустралија
- - 2010 -  Србија 94:79  Аустралија

| Противник  | Бр. одиграних мечева | Победе | Порази |
| ---------- | -------------------- | ------ | ------ |
| Аустралија | 12                   | 11     | 1      |

## Дресови и спонзори
| Марка дресова             | Године     |
| ------------------------- | ---------- |
| Сједињене Америчке Државе | 1995—2001. |
| Сједињене Америчке Државе | 2002—2004. |
| Италија                   | 2005—2009. |
| Кина                      | 2010—2024. |
| Сједињене Америчке Државе | 2025—данас |
|                           |            |

## Тренутни састав
- Списак за Олимпијске игре 2024. године:

## Учешће на међународним такмичењима

### Олимпијске игре
| Година       | Домет                                | Пласман                              | ИГ                                   | П                                    | И                                    | ДК                                   | ПК                                   | Разл.                                |
| ------------ | ------------------------------------ | ------------------------------------ | ------------------------------------ | ------------------------------------ | ------------------------------------ | ------------------------------------ | ------------------------------------ | ------------------------------------ |
| 1936 — 1988. | Погледати репрезентацију Југославије | Погледати репрезентацију Југославије | Погледати репрезентацију Југославије | Погледати репрезентацију Југославије | Погледати репрезентацију Југославије | Погледати репрезентацију Југославије | Погледати репрезентацију Југославије | Погледати репрезентацију Југославије |
| 1992.        | Није учествовала због санкција УН-а  | Није учествовала због санкција УН-а  | Није учествовала због санкција УН-а  | Није учествовала због санкција УН-а  | Није учествовала због санкција УН-а  | Није учествовала због санкција УН-а  | Није учествовала због санкција УН-а  | Није учествовала због санкција УН-а  |
| 1996.        | Финале                               | 2. место                             | 8                                    | 7                                    | 1                                    | 741                                  | 578                                  | +163                                 |
| 2000.        | Четвртфинале                         | 6. место                             | 7                                    | 4                                    | 3                                    | 494                                  | 483                                  | +11                                  |
| 2004.        | Први круг                            | 11. место                            | 6                                    | 2                                    | 4                                    | 462                                  | 450                                  | +12                                  |
| 2008.        | Није се квалификовала                | Није се квалификовала                | Није се квалификовала                | Није се квалификовала                | Није се квалификовала                | Није се квалификовала                | Није се квалификовала                | Није се квалификовала                |
| 2012.        | Није се квалификовала                | Није се квалификовала                | Није се квалификовала                | Није се квалификовала                | Није се квалификовала                | Није се квалификовала                | Није се квалификовала                | Није се квалификовала                |
| 2016.        | Финале                               | 2. место                             | 8                                    | 4                                    | 4                                    | 665                                  | 627                                  | +38                                  |
| 2020.        | Није се квалификовала                | Није се квалификовала                | Није се квалификовала                | Није се квалификовала                | Није се квалификовала                | Није се квалификовала                | Није се квалификовала                | Није се квалификовала                |
| 2024.        | Утакмица за 3. место                 | 3. место                             | 6                                    | 4                                    | 2                                    | 566                                  | 529                                  | +37                                  |
| Укупно       | 5/9                                  | -                                    | 35                                   | 21                                   | 14                                   | 2928                                 | 2667                                 | +261                                 |

### Светска првенства
| Година       | Домет                                | Пласман                              | ИГ                                   | П                                    | И                                    | ДК                                   | ПК                                   | Разл.                                |
| ------------ | ------------------------------------ | ------------------------------------ | ------------------------------------ | ------------------------------------ | ------------------------------------ | ------------------------------------ | ------------------------------------ | ------------------------------------ |
| 1950 — 1990. | Погледати репрезентацију Југославије | Погледати репрезентацију Југославије | Погледати репрезентацију Југославије | Погледати репрезентацију Југославије | Погледати репрезентацију Југославије | Погледати репрезентацију Југославије | Погледати репрезентацију Југославије | Погледати репрезентацију Југославије |
| 1994.        | Није учествовала због санкција УН-а  | Није учествовала због санкција УН-а  | Није учествовала због санкција УН-а  | Није учествовала због санкција УН-а  | Није учествовала због санкција УН-а  | Није учествовала због санкција УН-а  | Није учествовала због санкција УН-а  | Није учествовала због санкција УН-а  |
| 1998.        | Финале                               | 1. место                             | 9                                    | 8                                    | 1                                    | 698                                  | 563                                  | +135                                 |
| 2002.        | Финале                               | 1. место                             | 9                                    | 7                                    | 2                                    | 806                                  | 670                                  | +136                                 |
| 2006.        | Осмина финала                        | 11. место                            | 6                                    | 2                                    | 4                                    | 481                                  | 439                                  | +42                                  |
| 2010.        | Утакмица за 3. место                 | 4. место                             | 9                                    | 6                                    | 3                                    | 800                                  | 699                                  | +101                                 |
| 2014.        | Финале                               | 2. место                             | 9                                    | 5                                    | 4                                    | 736                                  | 668                                  | +68                                  |
| 2019.        | Четвртфинале                         | 5. место                             | 8                                    | 6                                    | 2                                    | 753                                  | 598                                  | +155                                 |
| 2023.        | Финале                               | 2. место                             | 8                                    | 6                                    | 2                                    | 761                                  | 617                                  | +144                                 |
| Укупно       | 7/8                                  | 2 титуле                             | 58                                   | 40                                   | 18                                   | 5127                                 | 4383                                 | +744                                 |

### Европска првенства
| Година       | Домет                                | Пласман                              | ИГ                                   | П                                    | И                                    | ДК                                   | ПК                                   | Разл.                                |
| ------------ | ------------------------------------ | ------------------------------------ | ------------------------------------ | ------------------------------------ | ------------------------------------ | ------------------------------------ | ------------------------------------ | ------------------------------------ |
| 1937 — 1991. | Погледати репрезентацију Југославије | Погледати репрезентацију Југославије | Погледати репрезентацију Југославије | Погледати репрезентацију Југославије | Погледати репрезентацију Југославије | Погледати репрезентацију Југославије | Погледати репрезентацију Југославије | Погледати репрезентацију Југославије |
| 1993.        | Није учествовала због санкција УН-а  | Није учествовала због санкција УН-а  | Није учествовала због санкција УН-а  | Није учествовала због санкција УН-а  | Није учествовала због санкција УН-а  | Није учествовала због санкција УН-а  | Није учествовала због санкција УН-а  | Није учествовала због санкција УН-а  |
| 1995.        | Финале                               | 1. место                             | 9                                    | 9                                    | 0                                    | 750                                  | 639                                  | +111                                 |
| 1997.        | Финале                               | 1. место                             | 9                                    | 8                                    | 1                                    | 736                                  | 633                                  | +103                                 |
| 1999.        | Утакмица за 3. место                 | 3. место                             | 9                                    | 7                                    | 2                                    | 657                                  | 587                                  | +70                                  |
| 2001.        | Финале                               | 1. место                             | 6                                    | 6                                    | 0                                    | 549                                  | 409                                  | +140                                 |
| 2003.        | Четвртфинале                         | 6. место                             | 7                                    | 3                                    | 4                                    | 537                                  | 561                                  | -24                                  |
| 2005.        | Осмина финала                        | 9. место                             | 4                                    | 2                                    | 2                                    | 316                                  | 307                                  | +9                                   |
| 2007.        | Групна фаза такмичења                | 14. место                            | 3                                    | 0                                    | 3                                    | 215                                  | 228                                  | -13                                  |
| 2009.        | Финале                               | 2. место                             | 9                                    | 6                                    | 3                                    | 680                                  | 661                                  | +19                                  |
| 2011.        | Четвртфинале                         | 8. место                             | 11                                   | 5                                    | 6                                    | 861                                  | 783                                  | +78                                  |
| 2013.        | Четвртфинале                         | 7. место                             | 11                                   | 6                                    | 5                                    | 809                                  | 828                                  | -19                                  |
| 2015.        | Утакмица за 3. место                 | 4. место                             | 9                                    | 7                                    | 2                                    | 748                                  | 658                                  | +90                                  |
| 2017.        | Финале                               | 2. место                             | 9                                    | 7                                    | 2                                    | 741                                  | 670                                  | +71                                  |
| 2022.        | Осмина финала                        | 9. место                             | 6                                    | 5                                    | 1                                    | 552                                  | 455                                  | +97                                  |
| Укупно       | 13/14                                | 3 титуле                             | 102                                  | 71                                   | 31                                   | 8151                                 | 7419                                 | +732                                 |

## Награде

### Друге награде
- 2016: Награда Браћа Карић